# 下関条約
下関条約（しものせきじょうやく、旧字体：下關條約󠄁）または馬関条約(ばかんじょうやく、旧字体：馬關條約󠄁)、または日清媾和条約（にっしんこうわじょうやく、旧字体：日淸媾󠄁和條約󠄁）は、1895年（明治28年）4月17日（光緒21年3月23日）に日本と清の間に締結された日清戦争（1894年-1895年）の講和条約。
山口県下関市の料亭春帆楼（しゅんぱんろう）での講和会議を経て締結された。調印者は、日本側全権が伊藤博文・陸奥宗光、清国側全権が李鴻章・李経方である。
前文および11か条からなり、これには付属議定書があって、解釈・批准等について規定している。朝鮮の独立、台湾・遼東半島・澎湖諸島の日本への割譲、清から日本への2億テールの賠償金支払い、清の一部市港の開港、最恵国待遇などを内容とする。ただし批准交換までに三国干渉があり、遼東半島は清に返還した。かつては、会議が開かれた山口県赤間関市（現、下関市）の通称だった「馬関」をとって、一般に馬関条約（ばかんじょうやく）と呼ばれた。「下関条約」は、日本で戦後定着した呼称であり、中国では、今でも「馬関条約」（簡体字: 马关条约; 繁体字: 馬關條約; 拼音: Mǎguān tiáoyuē）と呼んでいる。

## 調印者と調印場所
1895年（明治28年）1月に講和交渉の開始で日清両国が合意した後、日本側は内閣総理大臣伊藤博文と外務大臣陸奥宗光の両名を全権弁理大臣に任じた。清側は2月末に北洋大臣直隷総督の李鴻章を欽差頭等全権大臣（特命全権大使）に任じ、また過去に駐日公使を務めていたことがある李経方も欽差全権大臣に任じた。
3月19日の朝に李鴻章と李経方が山口県赤間関市（現、下関市）に到着。伊藤博文と陸奥宗光が出迎え、その翌日から割烹旅館春帆楼において両国全権委員の講和会議が開催された。清側が台湾割譲に反発して交渉は若干長引いたが、最終的には清側が折れ、4月17日に春帆楼において「下関条約」と通称される日清講和条約が両国全権委員の間で締結された。

## 条約の内容

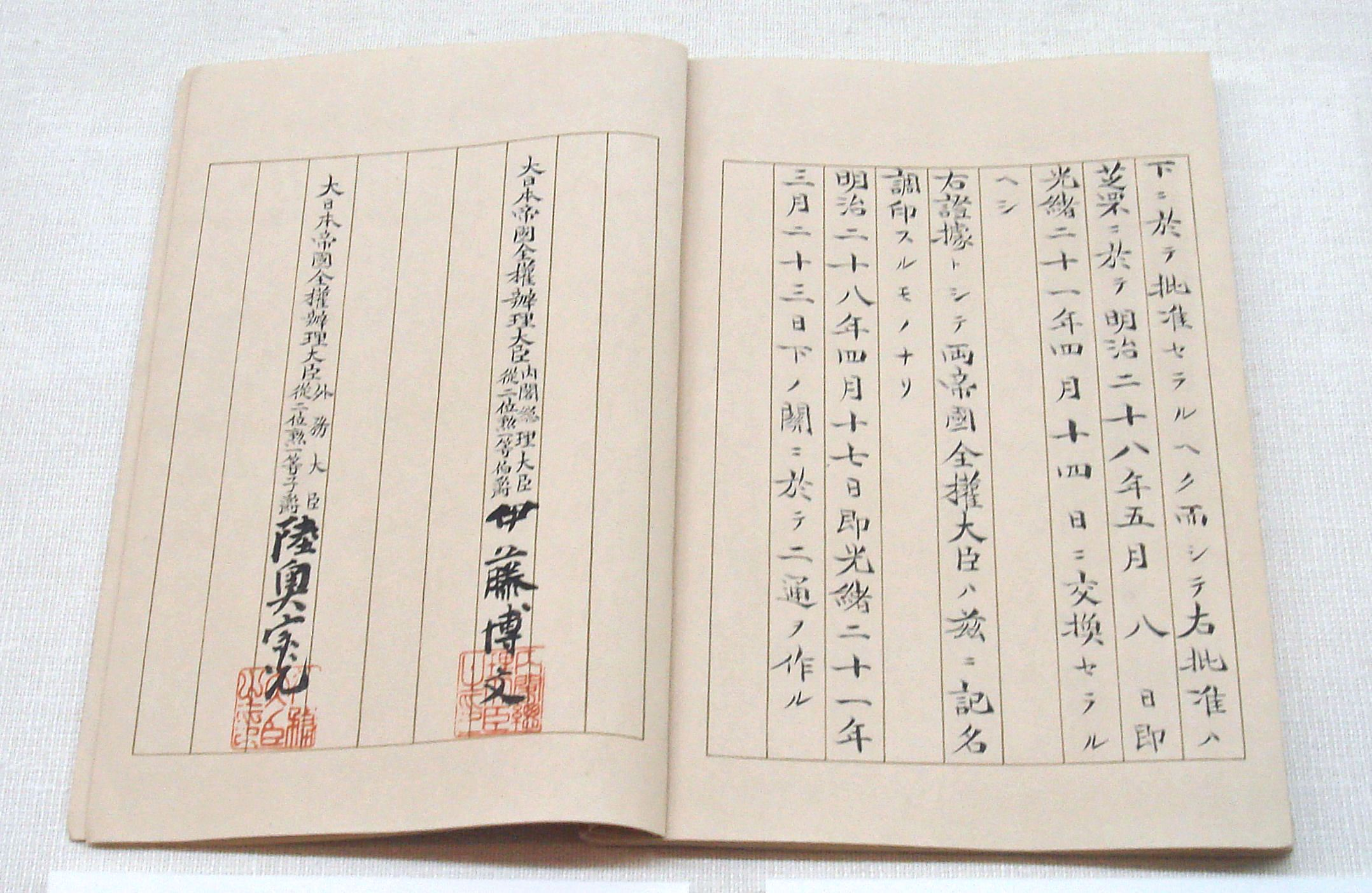
1895年4月17日に調印された日清講和条約

主な調印内容は以下の通り。

### 備考
賠償金のテール（両）は、1テール＝庫平銀37.3gで2億両（746万kg相当）の銀払いだった。2億テールは日本円に換算すると約3億1,100万円に相当した。
なお、日清戦争にともなう国交断絶により、1871年成立の日清修好条規が失効したため、第六条において日清両国は新しい通商条約を日本が欧米並の立場で改めて結ぶことが定められた。
それが、1896年7月21日、北京にて日本側全権林董、清側全権張蔭桓の間に結ばれた日清通商航海条約である。

## 講和交渉の推移

### 戦況と日本の講和条件案

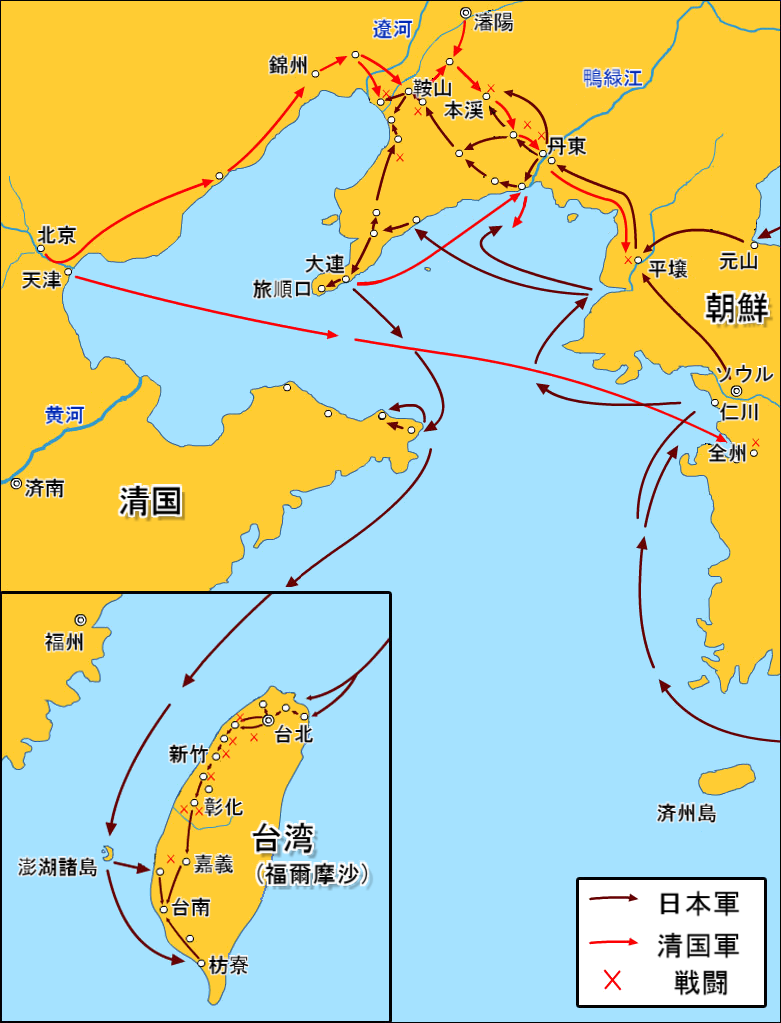
日清戦争要図
----
山東半島東端上陸地が栄城、やや西にあるのが北洋艦隊の基地威海衛

1894年（明治27年）9月の黄海海戦と平壌陥落によって、朝鮮半島を軍事的に確保するという日本側の第一期作戦が勝利のうちに終了し、第二期作戦は直隷平野すなわち華北平原での決戦をめざして、10月以降、山県有朋率いる帝国陸軍第一軍は鴨緑江渡河作戦、大山巌率いる第二軍は遼東半島攻略作戦へと乗り出した。なお、当初計画では直隷決戦に際し、広島大本営を前線へと移動させ、天皇も大本営とともに清国に渡るという構想が立てられていたが、天皇による親征は現実的でないことから大本営の作戦部門だけを「征清大総督府」として派遣することに変更された。
一方、清国では摂政体制を布いていた西太后が講和に傾斜しつつあり、また、西太后の夫咸豊帝の弟で10年来政治から離れていた恭親王奕訢が総署大臣に返り咲いて、戦争終結のため、諸外国に調停を打診すべく行動を始めた。
10月8日、清国との通商を重んじるイギリスは、戦火が清国全土に拡大するのを怖れて、駐日公使のパワー・ヘンリー・ル・プア・トレンチを通じて日本政府に仲裁を提起した。それは、「日本国政府ハ各国ニテ朝鮮ノ独立ヲ担保スルコト及軍費トシテ日本国ヘ償金ヲ払フコトヲ以テ媾和（こうわ）ノ条件トシテ承諾スヘキヤ」という講和の打診であった。すなわち、朝鮮の独立を各国が保証し、賠償金の支払いを清国に求めるというもので、イギリスはこれをロシアとの共同勧告というかたちにすることによってロシアを牽制することを企図していた。これは、日本政府が講和条件を検討する端緒となり、第2次伊藤内閣の外務大臣陸奥宗光は、内閣総理大臣の伊藤博文とも協議のうえ、取り急ぎ、講和条件として甲・乙・丙の3案を起草した。それは、
甲案
1. 清国をして朝鮮の独立を確認せしめ、かつ朝鮮の内政に干渉せざる永久の担保として旅順口および大連湾を日本に割与せしむる事
2. 清国をして軍費を日本に償還せしむる事
3. 清国はその欧州各国と締結せる現行条約を基礎とし、日本と新条約を締結すべき事
以上の条件を実行するまで清国は日本政府に向かい充分の担保を与うべき事
乙案
1. 各強国にて朝鮮の独立を担保する事
2. 清国は台湾全島を日本に割与すべき事
その他の条款はまさに甲案に同じ
丙案
日本政府がいかなる条件により、戦争の息止を承諾すべきかを確言する前、先ず清国政府の意向を承知するを要す
というものであった。
3案のうち、甲・乙の両案は李氏朝鮮の独立とともに賠償金と領土割譲について言及しており、賠償金額は両案とも提示せず、領土に関しては、甲案が陸軍の意向を受けて遼東半島の旅順口および大連湾、乙案が海軍の意向を尊重して台湾割譲という条件であった。報告を受けた伊藤は甲案に賛成の意を表した。ただし、遼東半島にしても台湾にしても、まだ占領もなされていない土地であり、在外公館を通じて得た情報からは割譲要求についての諸外国の反応は日本に対して決して好意的とはいえなかった。
戦勝国の側が敗戦国に対して過酷な条件を提示することで、結果的に休戦を実現させようとする方法は、この時期の列強間にも少なからずみられ、陸奥宗光がこの戦争において参照した事例は普仏戦争（1870年-71年）のそれであった。普仏戦後の1871年のフランクフルト講和条約において、勝利側のプロイセン（ドイツ帝国）は敗北したフランスに対して敗戦条約を課し、アルザス（エルザス）・ロレーヌ（ロートリンゲン）の2州を割譲させ、50億フランの賠償金を獲得したのである。
イギリス政府は、列国会議を開いて連合仲裁のかたちでの調停を試みたが、他の列強の同意を得られず、英国民もまた、この方針を支持しなかったので、この案は曖昧なままとなっていた。陸奥は、駐日各国公使との会合の様子や在外公館からの情報からうかがう限り、列国共同勧告には至らないと判断したので、条件案の詳細をイギリスはじめ各国政府には伝えなかった。伊藤首相がイギリス政府への回答の引き延ばしを望んだことから、10月23日、陸奥外相はトレンチ公使に対し、婉曲にではあるが仲裁を断った。
ロシア帝国やアメリカ合衆国もまた、日清戦争の講和に関心をもっており、11月上旬からは両国がそれぞれ調停のための斡旋を開始した。11月6日には、エドウィン・ダン駐日アメリカ公使より、「友誼的仲裁」の申し入れがなされた。しかし、清国との決戦を戦争目的の一つとみなしていた日本政府は、この段階での講和成立を無用と判断した。また、陸奥個人としては、交渉当事者が勝者と敗者である以上、仲裁役はむしろ不要であるとの考えに立っていたが、ただし、国交断絶中の両国の意志を取り次ぐ役目を果たす第三国は必要であるとしており、その場合は、シナ大陸に多くの権益を有するイギリスよりもアメリカの方が好ましいと判断していた。一方、清国では11月12日、駐独清国公使がドイツ外相に講和仲裁を申し込んだという情報が青木周蔵駐独公使より日本政府にもたらされた。

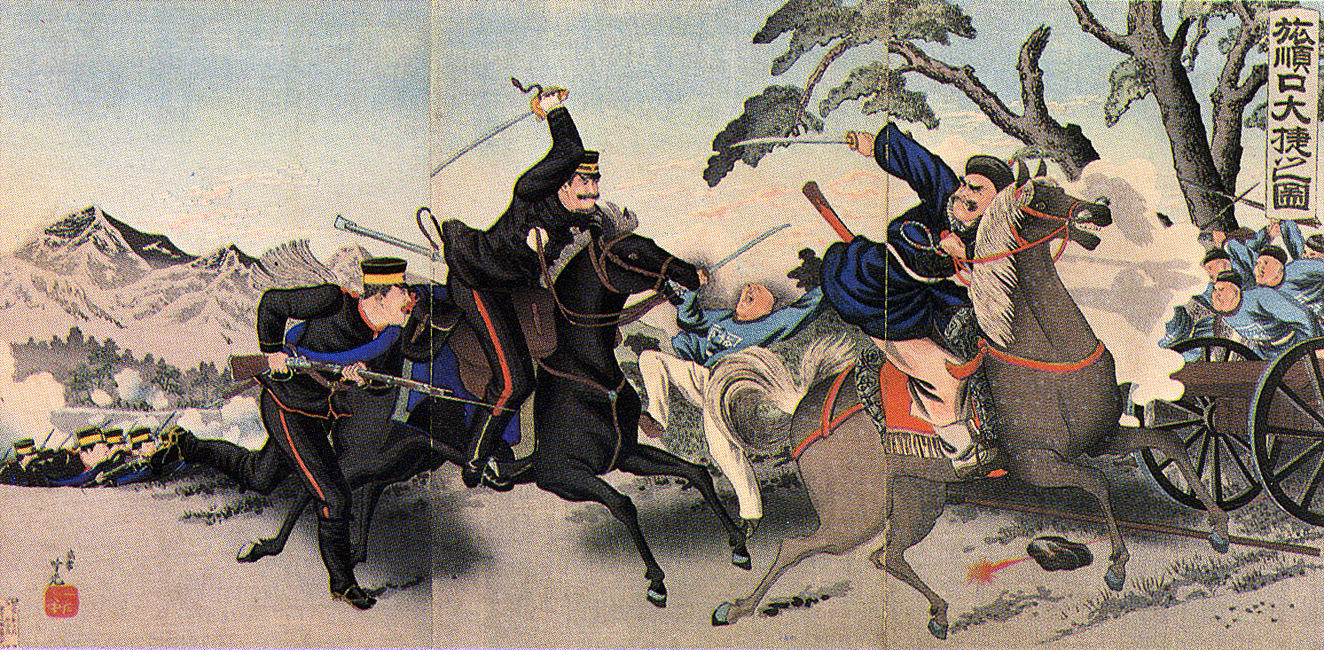
安達吟光「旅順口大捷之図」

11月21日、日本陸軍第二軍は旅順口の戦いで清国軍を破った。とはいえ、清国は東アジアの大国であり、旅順口や大連湾で激しい攻防がなされているとき、北京では歌舞音曲のなか、西太后の還暦を祝う祝宴が盛大に催されていた。旅順の陥落によって、陸奥はそろそろ講和に向けた準備が必要であるとの考えに至った。
11月22日、北京駐在清アメリカ公使チャールズ・ハーヴェイ・デンビーは、清国政府が日本政府に対し、朝鮮独立承認と賠償金弁済をもって講和交渉を開くことを申し出た旨、東京駐在のダン駐日アメリカ公使に電報で伝えた。
一方、当時、李鴻章の懐刀といわれた清朝お抱えのドイツ人で天津税務司のグスタフ・デットリングが李の内命を受け、講和の瀬踏みと日本側の意向を探るために11月26日に神戸を訪れ、兵庫県知事の周布公平と面会し、伊藤首相との会談を求めてきた。彼は、首相あて親書を持参したが、日本側は正式な使節とは認めがたいとして彼との公式な接触を避けた。
また、デンビー駐清公使は、これについて、総署大臣の恭親王奕訢に対し、機が熟せばアメリカが調停に入ることになっているはずなのに、デットリングなるドイツ人が不審な動きをしており、アメリカとしては不快であるとの苦情を申し入れている。デットリングは李鴻章からの天津発の電報で帰国し、親書を大本営のある広島市に郵送した。ただし、デットリングの得た日本での感触から、日本側が清国側が考えていた以上に強気の姿勢で交渉に臨み、講和条件も厳しいものとなるであろうことを李鴻章も予想したのである。なお、一方の陸奥外相は李鴻章のデットリング派遣について、「すこぶる児戯に類した」と酷評している。

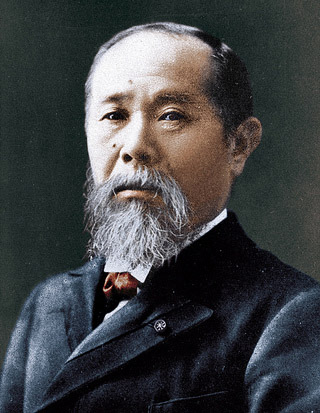
伊藤博文

12月4日、伊藤博文首相は、「威海衛を衝き台湾を略すべき方略」という意見書を広島大本営に提出した。それによれば、このまま直隷決戦に向け、シナ本土に進軍するのは必ずしも得策ではなく、下手をすれば清朝瓦解というおそれもあって、そうなればかえって諸列強の戦争介入は強まり、日本は一転して外交的に不利な立場に立たされる可能性がある、というものであった。それゆえ、第一軍・第二軍のいずれか一方は渤海を渡って威海衛（現、山東省威海市）の制圧へ、そして、もう一方は台湾占領作戦へと転進すべきであり、特に台湾は実際に占領状態をつくらなければ、台湾の譲渡について世論に訴えることも、和平条約の要件として盛り込むこともできないと論じて、当初立てた第二期作戦の変更を提案したのである。
1895年（明治28年）1月に入ると日本国内では講和条約案が話し合われるようになった。前年末に、アメリカ合衆国を介して、清国から講和使節派遣の申し入れがあったからである。日本軍の連戦連勝のさなかでの講和であることから、「対外硬」と呼ばれた人士はもとより、政府部内にあっても取れるだけのものはできるだけ取っておきたいという雰囲気が濃厚で、外務大臣の陸奥宗光をおおいに悩ませた。

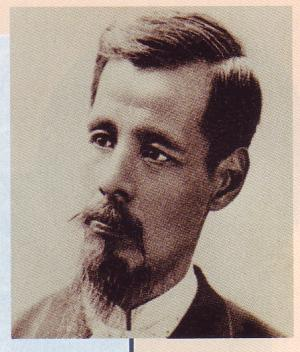
陸奥宗光

1895年1月27日、広島大本営において日清講和に関する御前会議が開かれた。
席上、陸奥外相から、
1. 朝鮮独立の承認
2. 領地の割譲と償金支払い
3. 欧米並みの特権の提供

を骨子とする方針が示され、参加者各位より諒承された。帝国海軍は資源確保と南進の拠点として台湾全島および澎湖諸島の割譲を望んだ。それに対し、陸軍はこの戦争で最も多くの血を流した激戦地である遼東半島の割譲を求めた。財政を担当する大蔵省は、戦後経営のことを考慮して巨額の補償金を要望しており、松方正義にいたっては、のちに10億両（テール）という驚異的な賠償額を提示した。なお、テールとは清国税関の庫平銀の単位であり、当時の10億両は日本円に換算すると約15億円に相当した。
駐露公使であった西徳次郎男爵は、ロシアを刺激することになる領土要求よりもむしろ償金を優先すべきという考えであり、領土割譲は多額の償金の担保という名目で行った方がロシアなどからの干渉を極力排除できると説き、それに対し、駐英公使の青木周蔵は、盛京省および吉林・直隷両省の一部を割譲させて将来的な日本の軍事的根拠地をそこに建設し、償金は英貨1億ポンドとすべきことを主張した。また、当時の外務省のアメリカ人顧問ヘンリー・デニソンが示した賠償金は、甲案が3億円、乙案が5億円であった。
立憲改進党の一部や在野の対外硬派は、和議の交渉をしている間も戦闘を続行することを要望し、そのうえで相手が停戦に応じたら、台湾割譲、償金3億円以上のほか、山東省・江蘇省・福建省・広東省の日本領有を清国に認めさせるべきであるという強硬論を表明した。対外硬とは一線を画しているはずの自由党でさえ、東三省すなわち黒竜江省・吉林省・盛京省および台湾割譲を主張している。伊藤博文・陸奥宗光・山県有朋ら政府首脳はいずれも、このような過大な日本の要求は、事と次第によっては第三国の干渉を招くことがありうると予想しており、それを念頭に置きつつ交渉に臨まなければならないと判断していた。

### 第一次使節の来日と広島談判

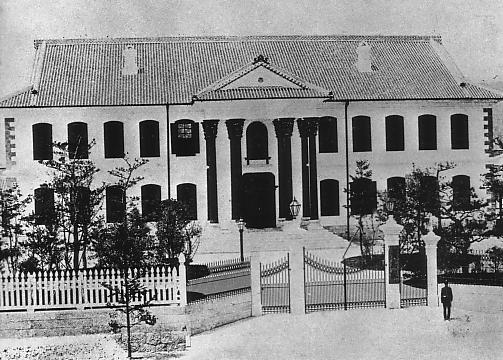
当時の広島県庁舎

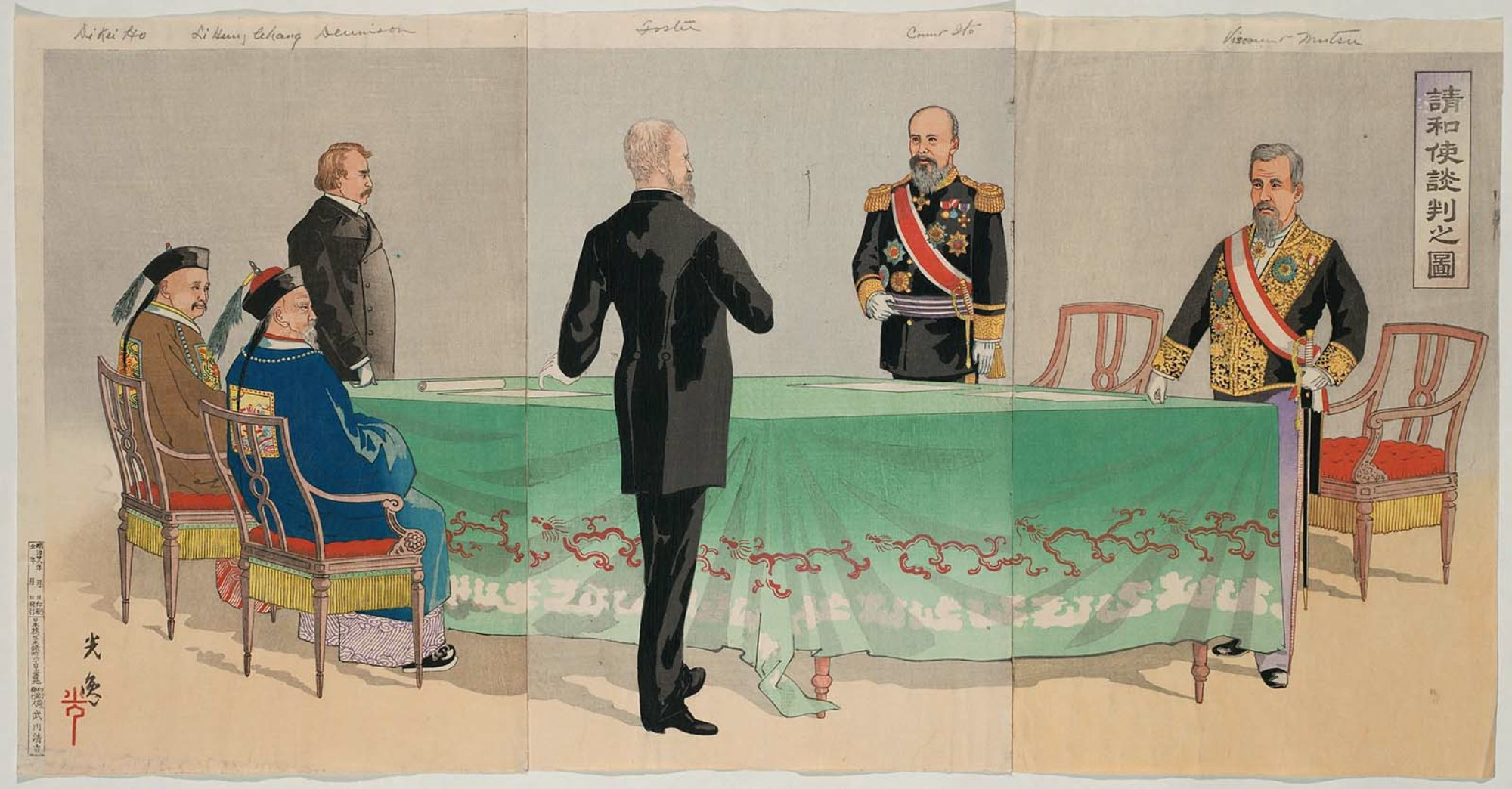
土屋光逸「請和使談判之図」
----
1895年2月に広島県庁で行われた請和交渉を描いたもの。

1895年1月、清国は正式の使節を日本に派遣することを決定した。使節に任じられたのは、戸部侍郎であった張蔭桓と湖南巡撫の職にあった邵友濂であった。張蔭桓はアメリカ、ペルー、スペインの駐在公使を務めた経験があり、邵友濂は台湾巡撫を3年務めた実績があった。使節派遣の取り次ぎを行うのはアメリカ合衆国で、北京のデンビー駐清公使と東京のダン駐日公使が連絡を取り合うことで、その任を果たした。
清国側は会見地として九州の長崎を希望し、日本が全権委員を任命した日に休戦開始の日程を定めることを提案したが、日本側はいずれも拒否し、会見地を広島とした。清国使節の張蔭桓と邵友濂は日本側の意向を受け容れ、1月26日、上海を出発し、28日には長崎港に入って、1月31日に広島に到着した。会見場所としては広島県庁があてられた。日本政府は、同じ31日に伊藤首相と陸奥外相を全権弁理大臣に任命した。日本側全権が首相と外相であるのに対し、清国側全権は財務次官と地方知事にすぎず、この格の違いは清国使節の面目を失わせるに充分であった。
翌2月1日の会談において、清国使節の持参した書簡を両名は「国書」と「勅諭」であると称したのに対し、陸奥全権はそれは一種の信任状ないし単なる紹介状にすぎず、講和を談判する全権委任状ではありえないと述べた。また、日本側は講和のための会談・記名・調印の全権を天皇より委任されているのに対し、清国使節はどうなのかと問い詰めた。2月2日、それに対して清国使節は回答したが、交渉内容を本国に相聞したうえで勅旨を得てからはじめて調印という段取りを踏まなければならないなど、講和全権としての権限が与えられていないことが判明し、結局、使節の地位についても不十分であって、同日、陸奥らは講和交渉打ち切りを宣言した。なお、その日、日本軍は北洋艦隊の根拠地威海衛を占領している。
広島を退去するほかなくなった清国使節団であったが、伊藤博文は顔を見知っていた使節団随員の伍廷芳を呼び止め、「交渉継続を拒否したのは、決して日本が兵火を好むからではなく、正当な資格を有する全権使臣が来るならば、交渉再開を躊躇する理由はない」旨を述べた。伍は、アメリカ留学の経験があったため、伊藤首相と直接英語で話せたのである。伍廷芳は思い切って「使臣の官位名望の低いことが不都合なのか」と伊藤に質問したところ、伊藤は「そうではない。全権委任状を帯有する者であれば誰でもよい」と答えはしたものの、一方では「恭親王もしくは李中堂（李鴻章）のごとき人」という個人名を挙げ、「官位名望が低いよりは高い方がよい。というのは、交渉結果は単に紙上の空文ではなく、必ずこれを実行しうる有力者を必要とするからである」と語った。2月8日、陸奥宗光はダン駐日アメリカ公使を通じて、日本は、正当な全権委任状を帯有した「名爵資望ある全権委員」の派遣を望んでいることを清国側に伝達させた。

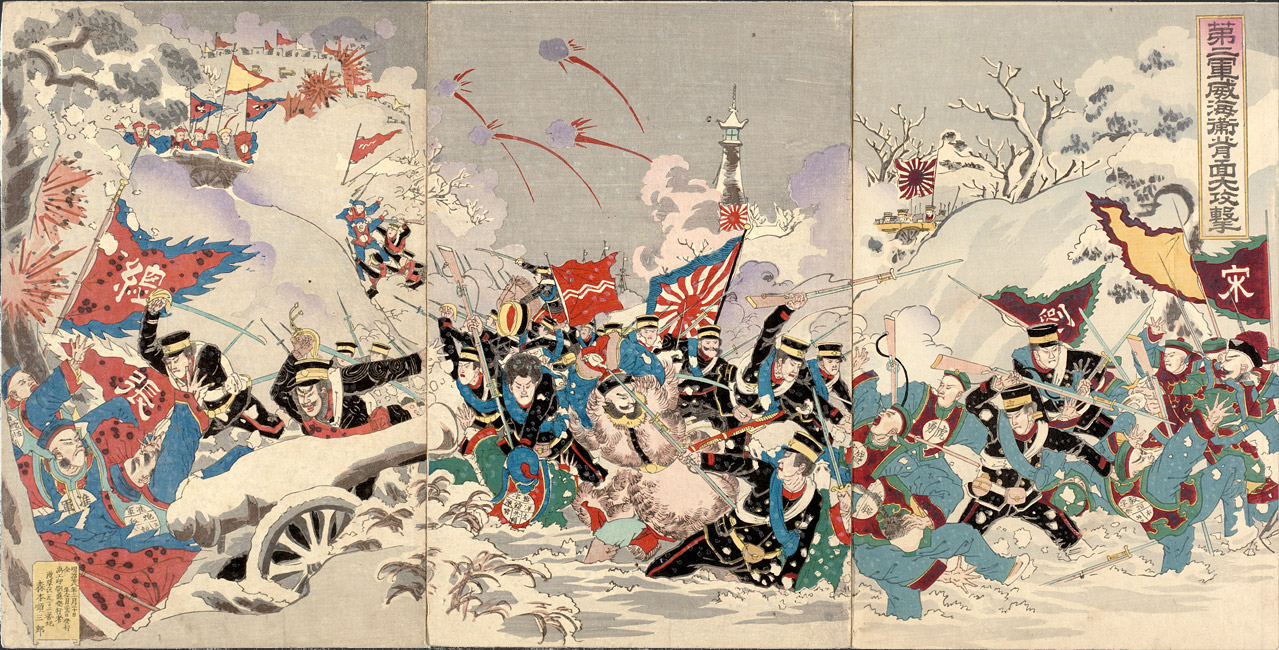
「第二軍威海衛背面大攻撃」

清国第一次使節団は2月12日、長崎より帰国した。同日、威海衛の戦いが日本陸海軍勝利のうちに終結し、北洋艦隊は降伏して水師提督の丁汝昌は自決した。軍艦「鎮遠」は日本海軍の戦利品となり、これには多くの日本国民が歓喜の声をあげた。ただし、台湾占領作戦の方は、予定していた第一軍が遼河平原における戦闘で苦戦し、威海衛の攻略よりもはるかに取りかかりが遅れたのであった。

### 新使節李鴻章と彼を取りまく状況
北洋艦隊壊滅後まもなく、清国の朝廷は李鴻章を全権大臣として日本に派遣することを決定した。
李鴻章は内閣大学士首揆、すなわち他国にあっては首相にも相当する政界の重鎮であった。しかし、旅順陥落以降、李鴻章は直隷総督および北洋大臣の権限を解かれており、軍事指揮権を失っていた。ところがここに至って、旅順につづき威海衛でも敗れ、北洋艦隊を失い、さらに、広島での交渉も不首尾ということになると、皇帝も主戦派も打つ手がなくなってしまった。2月10日に軍機大臣を呼び寄せて敗戦への落胆を口にした光緒帝は、善後策を諸大臣に諮問したところ、それまで激しく主戦論を唱えてきた翁同龢もなすすべがなく、大臣たちの一致した見解では李鴻章を日本に派遣して交渉の任にあたらせるほかの方途なしという結論に至った。

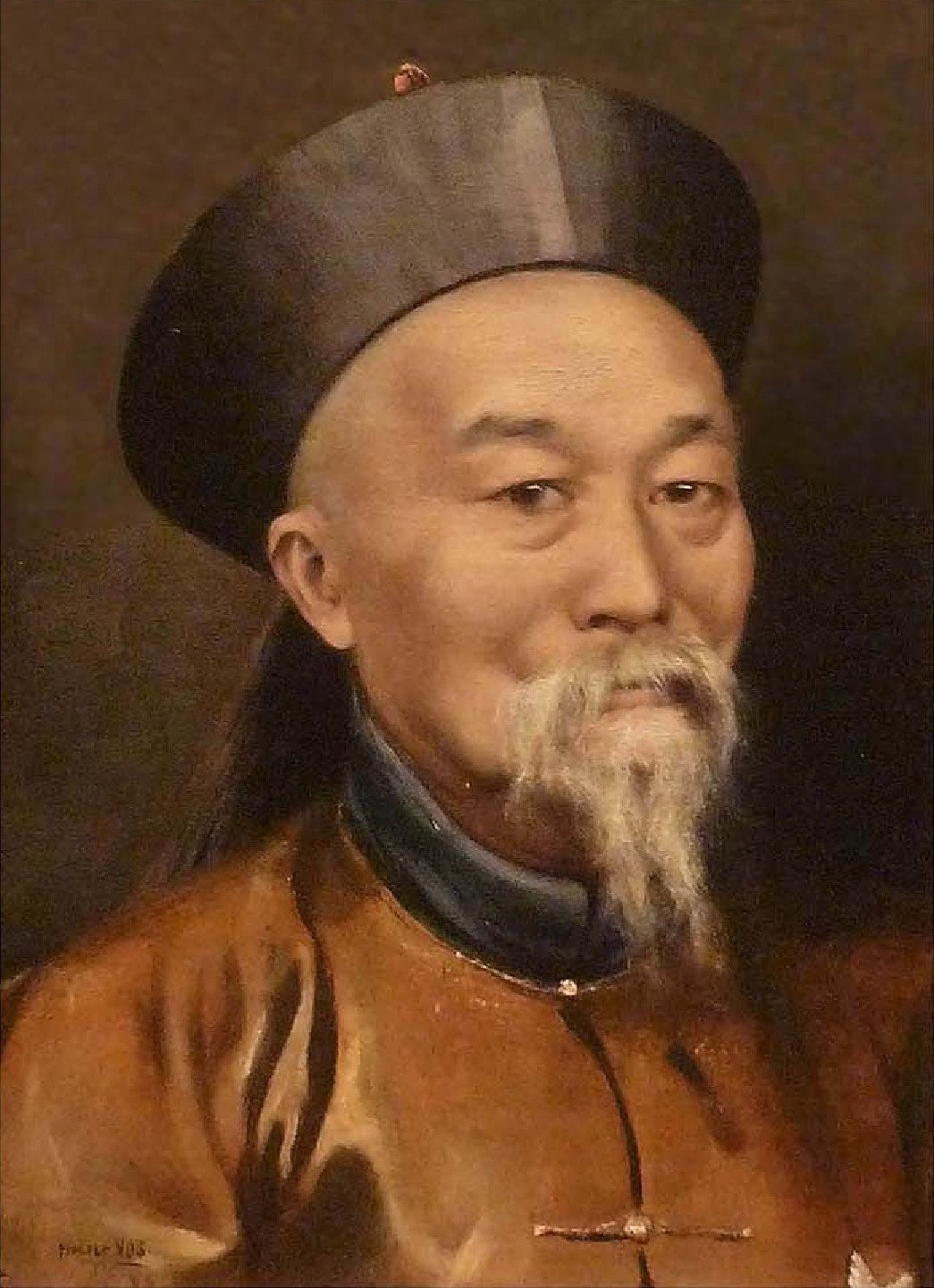
李鴻章

これを受けた清廷は、2月22日、李鴻章を天津より北京に呼び寄せて御前会議を開き、和戦についての協議を開始した。1月の日本における御前会議のようすなどがおぼろげながら清国に伝わってくると、清の識者の間では領土割譲なくして講和は不可能であるとの判断がしだいに広がっていった。しかし李鴻章は、領土割譲の件については、国内的な規定も整っておらず、処理も難しいとして、敢えて承知しないという見解を表明し、翁同龢もこれには賛成した。軍機大臣の徐用儀と孫毓文は割地に応じなければ日本との和平交渉はまとまらないと述べたが、李鴻章は交渉がまとまらなければ帰国するだけであるとの決意を示した。そのうえで主戦論者の翁同龢に対し、対日講和交渉への同行を求めた。翁は、洋務派でもない自分は外交にも通じていないとして使節同行を辞退した。李鴻章は、同行辞退の理由をもって政敵であった翁同龢の外交に関する発言を封じようとした。
李鴻章はさらに、イギリスとロシアに援助を求めるべきであると提案し、英・仏・独・露の公使館を赴き、連絡を取ろうとしたがいずれも要領を得なかった。列国の公使たちも領土割譲は不可避であるとの認識に立っており、ドイツ公使シュベンツベルグなどは、割譲を拒むならば北京を放棄して内陸部に遷都し、徹底抗戦するほかないと具申している。徹底抗戦は、少数民族である満洲族政権からすれば大いに危険がともない、太平天国の乱のような内乱を引き起こす怖れさえあった。清国上層部で主戦論を唱えていた人々も、前線に出陣して勝てる見込みはないことが明白であり、その多くは沈黙した。ただし、ナポレオン戦争のときのロシアにならって「都城を空にする」策を「良法」とし、それを上奏する者もあった。とはいえ、遷都に対しては反対意見が大勢を占めたのであった。
割地に応じて講和を実現するか、それを拒否して遷都してでも戦争を継続するかで議論は延々とつづいた。李鴻章はこの時期あえて主戦論を唱え、「領土譲与やむなし」の世論が浸透するのを待ち、そのうえで、3月2日、領土の一部割譲は不可避であること、戦況は緊迫しており、ぜひとも講和を結ばなければならないことを上奏した。その際、李は、安史の乱以後、河西回廊を吐蕃に奪われたのちも唐朝はなお「中興」と呼ばれる時代をつくったことや、燕雲十六州を遼に割譲してもなお全盛時代を築いた宋（北宋）朝の例、さらには普仏戦争の事例をも引いて、「奪われた土地は奪い返すことができる」と説いた。
翌3月3日、北京紫禁城内で、西太后臨席のもと軍機大臣が参集して会議が開かれ、そのなかで李鴻章に割地交渉の許可を与えることを認めた。そのなかには、李鴻藻や翁同龢といった彼の政敵のすがたもあった。これにより、李鴻章は日本に対し交渉の場で領土割譲について認めたとしても「国賊」のそしりを免れることができたのである。3月4日、李は西太后と光緒帝に正式に訓令を受け、領土割譲、賠償金支払い、朝鮮の独立承認の3条件で講和交渉に臨むこととなった。

### 下関での交渉と李鴻章狙撃事件
1895年3月、日本軍は遼東湾岸に達し、3月6日には営口・田庄台を占領した。ここで従来案にみえた直隷決戦の可能性も出てきたが、決戦派だった山県有朋もこの頃には決戦回避に転じていた。
その後、清国はアメリカ合衆国を介して李鴻章を欽差頭等全権（第一等の天子の使臣）とする使節団の派遣を日本に申し入れてきた。日本政府としては結局、遼東半島と威海衛を完全に制圧したうえで、清国側の講和申し入れを受け容れたのである。会談地として山口県下関を指定した。このたびは李鴻章に敬意を払い、前回のように広島に呼びつけるような非礼は避けたのであった。

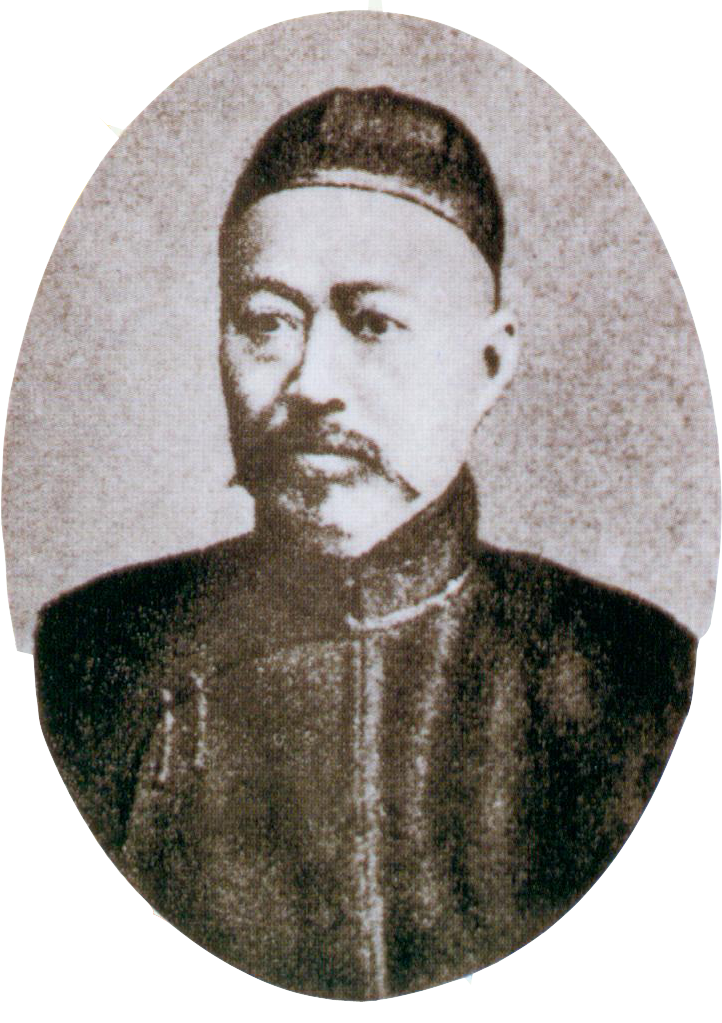
李経方

3月14日、ドイツ船で天津を発した全権大臣李鴻章とその甥で養子の李経方は、3月19日伍廷芳や李鴻章の顧問ジョン・W・フォスター（前アメリカ国務長官）ら随員125名とともに福岡県門司港（現、北九州市）に到着した。李鴻章が外国を訪問したのは、これが初めてのことであり、このことは欧米のメディアでも報じられた。翌3月20日、使節団は対岸の本州赤間関（下関）に上陸し、同地の割烹旅館藤野楼（春帆楼）において、日本側全権の伊藤博文および陸奥宗光との間で全権委任状を持っていることを互いに確認し、講和交渉が始まった（第1回会談）。
前回の広島談判において、日本側は清国使節の持参した委任状を問題視したのであったが、これは世界的には、むしろ不評を買っていた。第一次使節が全権委任を証明するのに瑕疵があったのは確かではあるが、アヘン戦争以来、清国が外国と結んだ膨大な数の条約にはそのような事例は数多くあり、とりわけ、使節の資格が問題になることはきわめて稀であり、諸外国からは露骨に交渉を引き延ばしたうえで自国有利に武力行使を展開しているようにみられたからであった。なお、李鴻章ら清国使節は、会談が済めば船に帰り、船中泊することとなっていたが、日本側は、それでは不便であろうと気を遣い、赤間関の浄土宗寺院、引接寺を一行の宿舎に供した。下関春帆楼での条約交渉は、前後7回におよんだ。第1回会談では、伊藤博文と李鴻章は1885年の天津条約以来の旧知の間柄であり、李は日本の近代化の進展を高く評価し、その指導者としての伊藤の実績を賞賛し、「今次の日清戦で清国が長い間の迷夢を日本によって破られたことに感謝する」と述べたうえで、「今後は西洋列強の圧力に対し、日清両国は兄弟のごとく連携しなければならない」と語るなど、終始和やかなようすで交渉が始まった。陸奥外相は、李の印象として「古稀以上の老齢に似ず容貌魁偉言語壮快で、人を圧服するに足りる」ものがあると記し、李の老獪さも看取して「さすがに清国当世の一人物に恥じず」と評価している。

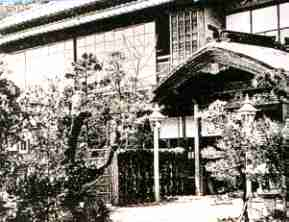
講和会議の会場となった春帆楼

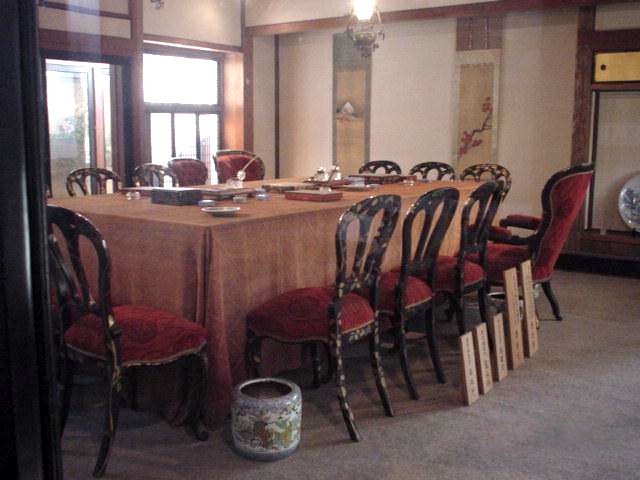
春帆楼の内装

この交渉に先だって陸奥は「時間はたっぷりあるのでゆっくりと話し合おう」と清国側に呼びかけた。しかし、陸奥本人としては内心ヨーロッパ諸国の干渉が気がかりで、実は一刻も早い講和成立を念頭に置いていた。李鴻章が列強の干渉の動きに気づけば、交渉を延引させたり、あるいは破談に持ち込んで清国に引き上げてしまうことも考えられたので、決して急いではいないというポーズをあえてとったのである。
イギリスは日清両国が排他的な同盟を結べば、たとえば香港の繁栄が危ぶまれることから、おおいにこれを警戒し、日清同盟に対して断固反対を唱えた。青木駐英公使は、日清同盟となる可能性はまったくないことをイギリス側に説明し、これによりイギリスからの干渉の可能性は大幅に減じた。ロシアはフランスと結び、日本が清国に対して過大な要求を突きつけた場合には共同で干渉することを協議していた。ドイツはイギリスと共同して干渉することをイギリスに提案したが、上記のようないきさつでイギリスがこの申し出を断ったため、ドイツはいきおい露・仏の側に接近したのであった。李鴻章も恭親王もさかんに諸外国への働きかけをおこなっていたものの、列強のこうした動向をよく把握できていなかった。
清国側は第1回会談において、まず日清間の一刻も早い休戦を強く望んだ。しかし、伊藤博文は、これを認めなかった。伊藤は比志島義輝大佐が率いる歩兵1個旅団（混成支隊）が台湾西方の澎湖諸島を制圧し、台湾上陸の足がかりを確保するのを待っていた。
日本側は、翌3月21日の第2回会談において、休戦の条件として、
1. 大沽・天津・山海関の保障占領
2. 同地の清国軍の武装解除、軍需の引き渡し
3. 天津・山海関の鉄道を日本軍の支配に委ねること
4. 休戦中の軍事費はすべて清国が負担すること

の4条件を提示した。これについては、さすがの李鴻章も顔面蒼白となって「苛酷、苛酷」と叫び、前日の休戦申し入れを撤回した。李鴻章としては、すでに日本軍が占領した営口・田荘台の線で停戦し、担保としてそれに若干の地域の保障占領を許すことは考えていたが、日本側の条件はそれをはるかに上回り、想定外に厳しいものだったのである。
日本としては、当面は休戦の必要がないことから、講和条件の方を先議しようと考え、そのため清国にとっては苛酷であることを承知のうえでこのような条件を出したのであった。日本側全権は、休戦なしに講和の話し合いに入ってもよいし、休戦してからでもよいが、その場合は上記4条件を呑んだときだけであって他に代案はないと述べた。清国側は、それでは講和条件案を指し示して欲しいと求めると、清国が休戦提案を撤回しない限り講和条件案は出せないと応答し、そして、いったん撤回したならば休戦について再び話し合うことはできないと付言した。継戦しながらの交渉か、4条件丸呑みの休戦かの二者択一を迫ったわけである。李鴻章は「日本側がもし両国の和平を真に望むなら、清国の名誉についても少し配慮してもらいたい」と懇願し、日本側はこれに対し、講和条件先議の件について清国側に3日間の猶予をあたえた。
その間、日本側は比志島混成支隊が3月23日に澎湖諸島に上陸し、台湾攻略の前進基地とした。台湾割譲を講和条件に入れるには、正式交渉開始までの占領が必要であり、台湾島付属の澎湖諸島の占領は、その条件を満たす前提であった。

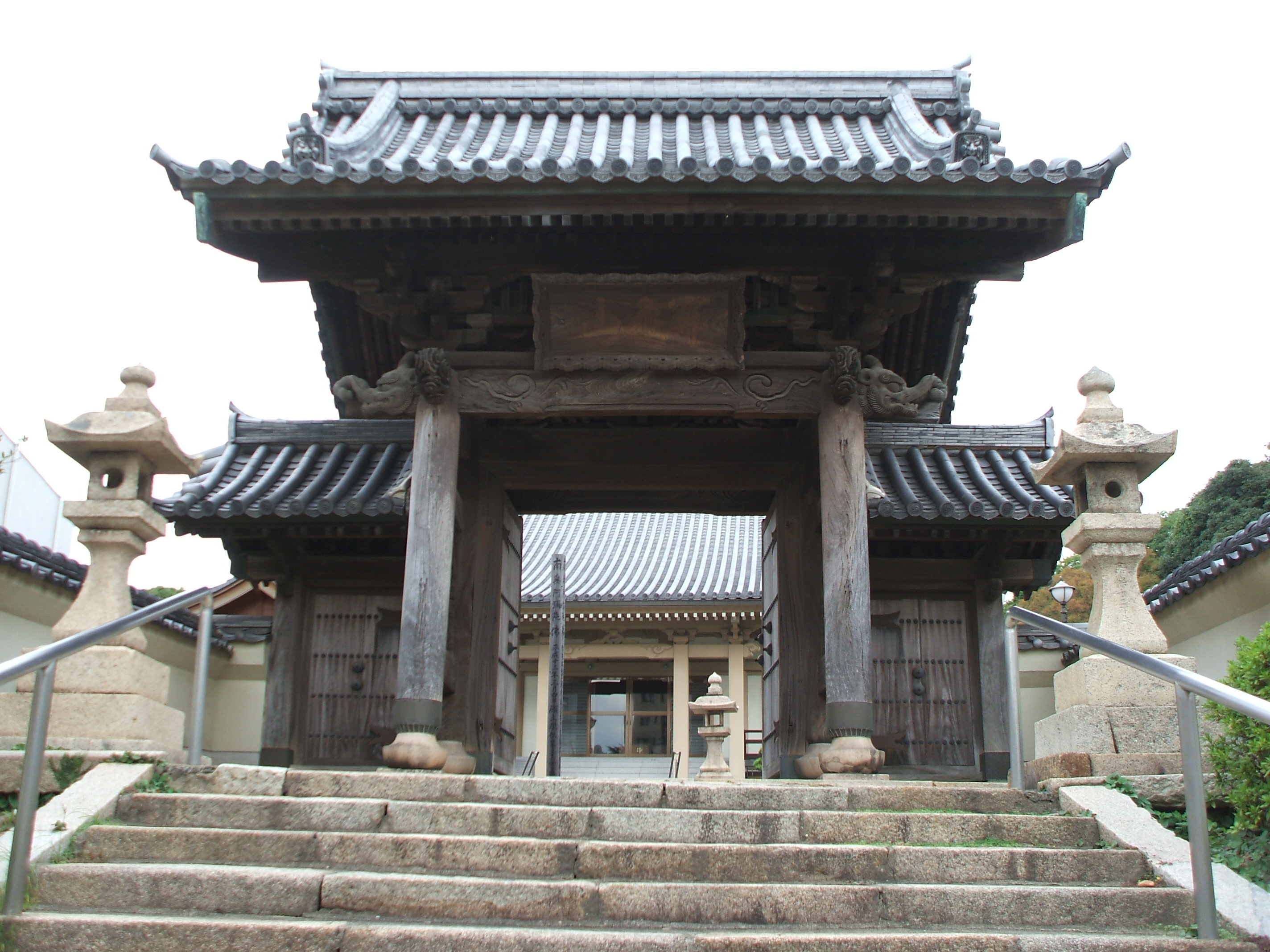
下関の関亀山引接寺
----
現在は、三門のみ遺存する。

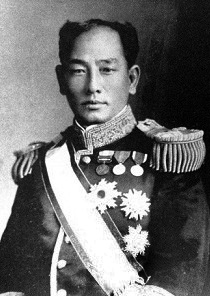
伊東巳代治

猶予期間を終えた3月24日の第3回会談に際して、清国側は休戦交渉を撤回して講和条約の締結を望むと返答した。その日、日本は小松宮彰仁親王を征清大総督に任じたが、会談自体は早く終わって陸奥と李経方の事務的な打ち合わせがなされるだけとなった。陸奥と李経方は次席全権同士で、李経方は駐日公使を務めた経験があり、日本語も流暢で、陸奥とは以前より面識があったので、李経方のみ残って、李鴻章と随員一行は宿舎の引接寺に帰ることとなった。随員たちは人力車で帰り、李鴻章は輿に乗って移動した。
ところが、引接寺までもう少しというところで、輿に乗っていた李鴻章が、講和に反対する一日本人青年によりピストルで近距離から狙撃される事件が起こったのである。この青年は、李鴻章こそ東洋に正義をなさんとする日本の邪魔をする元凶であると考えた自由党の壮士、小山豊太郎（六之助）であった。胸を狙われた李鴻章は一命を取り留めたものの、眼鏡が割れ、左眼下に重傷を負った。引接寺では中国人医師より救急治療が施された。一報を受けた李経方は早急に引接寺に戻り、伊藤首相・陸奥外相・伊東巳代治内閣書記官長はすぐに見舞いに行った。そのとき李鴻章は、「このようなことは、多少、覚悟して来ましたよ」と語ったといわれている。日本では4年前の1891年、来日していたロシア皇太子が警官に襲撃される大津事件が起こっていた。日本にとって下関講和会議は、戦争をつづけながら交渉するというきわめて有利な状況下での会議であった。しかし、この李鴻章狙撃事件はそうした両国の力関係を一挙に覆しかねない出来事であった。

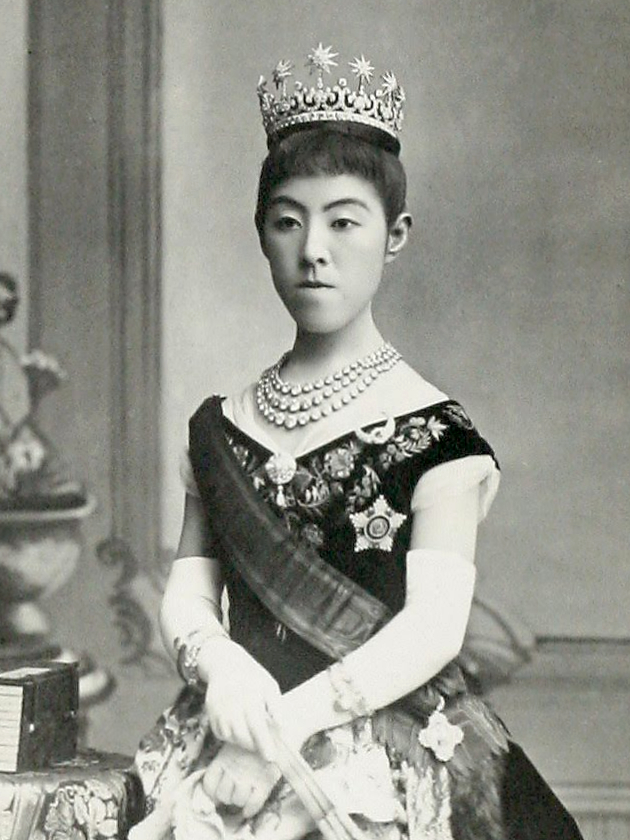
李鴻章に繃帯を贈った昭憲皇后

この事件に対し、当時の日本国民の多くは痛嘆し、あるいは狼狽した。全国から個人・団体を問わず、電報や郵便で見舞いの意を表し、各種の贈り物を届けた。また、それまで李鴻章にさかんに悪口雑言を吐いていた人士も、事件後は美辞をならべて功績を賞賛するなどの豹変ぶりを示した。清の交渉団の宿には「群衆市をなす」と形容されるほどの人が集まり、日本国民全体が李に同情しているかのようであった。日本政府は、野戦衛生長官の石黒忠悳と外科の専門家の佐藤進陸軍軍医総監の両博士のほか名だたる専門医を下関に送り、またフランス公使館付の医師も招かれた。明治天皇と昭憲皇后は、李鴻章見舞いのために侍従武官の中村覚を派遣し、とくに皇后は御製の繃帯を届けている。原保太郎山口県知事はその責めを負って知事を辞任し、山口県警察部の後藤松吉郎もまた部長職を解任された。天皇による異例の勅語も発せられた。日本側は、あらゆる手段を講じて国際世論からの非難をかわそうと尽力したが、李鴻章もまたしたたかで、自身に起こった災厄を清国にとっての利益に転換させようと図った。
この事件により李鴻章が交渉の席を蹴って帰国する怖れがないわけではなかった。講和交渉の使節に危害を加えるような国で交渉継続は無理であるという説明は、世界中の人々を納得せしめるものであり、継戦は可能であるとはいえ、その場合、世界は日本の戦争を不義の戦いとみるであろうことが予想された。小松宮率いる征清軍が出征すれば、今度は日本国内を防衛する兵士が不在となり、このことは各国公使が本国に報告していた。このとき、日本は他国の干渉に最も脆弱な状態にあったのである。戦勝国民が講和使節を殺害しようとする不祥事に各国の同情も必ずや清国に集まり、第三国の干渉を招く事態になること必至であると判断した陸奥外相は、即座に手を打ち、清がいま最も望んでいるはずの即時停戦を日本側のリーダーシップによっていち速く実現すべきことを伊藤に訴えた。伊藤はこれを受けて、反対する日本軍部を数日間でまとめ、かなり早い段階でこれを清に伝え、李鴻章狙撃事件のダメージを最小限にとどめることとした。とはいえ、軍部は無条件停戦に対しては頑強に反対した。伊藤は天皇をも動かして3月27日に勅許を得た。また、3万のロシア軍が清国の北方に移動するという軍事情報が入ったことで山県有朋もようやく休戦に同意したのであった。また、ダン駐日アメリカ公使も林董外務次官に無条件停戦を助言しており、林はそれを陸奥に報告していた。
李鴻章は銃弾摘出手術を断って交渉継続の意思を示した。李は、時間の浪費は許されないと考え、交渉終了後に手術することに決めたのであった。もし、李鴻章がロシア軍が動いていることを知っていたならば、手術を理由に交渉を引き延ばすことも考えられた。
3月28日、日本側は休戦条約の草案を病床の李鴻章に提示したが、清側が「台湾、澎湖列島およびその付近において交戦に従事する所の遠征軍を除く他」の文面の訂正を求めたのに対し、日本側は「日清両帝国政府は盛京省・直隷省・山東省地方に在て下に記する所の條項に従ひ両国海陸軍の休戦を約す」という文面に変更することとして両者が合意に達し、3月30日、休戦条約が締結され、日本は無条件で3週間の即時休戦に応じた。

### 講和条約の締結
負傷した李鴻章に代わって李経方参議が欽差全権大臣となった。4月1日、陸奥全権は中田敬義外相秘書官を通じて李経方に対し講和条約の草案を提示し、1週間後の4月8日までの回答を求めた（第4回会談）。
日本側が清国に示した条件とは、
1. 清国において朝鮮の完全無欠なる独立国であることを確認すること
2. 清国は（甲）奉天省南部の土地（遼東半島）および（乙）台湾全島およびその付属諸島嶼および澎湖列島を日本に割与すること
3. 清国は清国通貨である庫平銀3億両（テール）を日本軍費賠償として5ヶ年賦を以て支払うこと
4. 清国と欧州各国とのあいだに存在する諸条約を基礎とし、日清新条約を締結すること。列強なみの最恵国待遇と通商特権の拡張

であった。さらに、これに加えて、
- 従来の各開市港場のほか、北京、沙市、湘潭、重慶、梧州、蘇州、杭州の各市港を日本臣民の住居営業のために開くこと
- 旅客および貨物運送のため日本国汽船の航路を拡張すべきこと
- 日本国民が輸入のさい、原価2パーセントの抵代税を納入した上は、清国内地の一切の税金・賦課金・取立金を免除すること。また、日本国民が清国内で購買した貨物で輸出であることが言明された場合は、抵代金・一切の税金・賦課金・取立金を免除すること
- 日本国民は清国内地において購買し、またはその輸入にかかる貨物を倉入するため何らの税金や取立金を納めずして倉庫を貸与する権利を有すること
- 日本国臣民は清国の課税および手数料を庫平銀を以て納めること。ただし日本国本位銀貨を以てこれを代納することも可とする
- 日本国臣民は清国において、各種の製造業に従事し、また各種の器械類を輸入することができる
- 清国は黄浦江河口にある呉淞浅瀬を取り除くことに着手する

の諸点について、清国が日本に譲与することを求め、さらに、奉天府と威海衛を担保占領地とすることを要求した。
これらは、日本国内における陸軍と海軍、双方の要望を盛り込んだものであると同時に産業革命を迎えた日本経済界の要望でもあった。また、権益に関するこまごまとした譲与の部分は、従来イギリスが清に対してしばしば要求・交渉したものの未だ実現されていない内容とほぼ重複していた。すなわち、日本がこの条約に調印すれば、イギリスは既得の最恵国条項によって、自動的に同じ権益にあずかれたのである。日本にとって、差し迫った必要のないものまで要求事項に含めていたのは、こうして列強、とりわけイギリスからの干渉を封じるためであった。
しかし、これらは李鴻章の予想をはるかに超えた厳しい条件であった。そこで、李鴻章は原案の内容を北京の総理衙門に極秘裡に打電させ、割地に関する条項を北京駐在の英・露・仏の公使に漏洩すべしとして、列国に調停を求め、交渉の引き延ばしにかかった。その際、通商権益に関してはなるべく伏せるよう指示し、日本側の条件は苛酷であり、とくに遼東半島割譲は認められないことを訴えさせた。これがのちに三国干渉を引き起こす直接の原因となったのである。これに対し、陸奥宗光は逆に、割地の件は伏せて通商権益に関する条項に重点を置いて広報するよう関係者に指示した。通商権益の成文化は、列国としては歓迎すべきことであったため、結果としては、三国干渉による 2.割譲地のうち、遼東半島の割譲 以外に関しては、列強の干渉はなかったのである。
療養中だった李鴻章は日本側に対し、病床より長文の覚書を書き送っている。
これが覚書の一部であり、日本の過重な要求に対する反論が縷々述べられており、陸奥宗光が「実に筆意精到」「一篇の好文辞」と記したように、日清友好と東洋平和の理想を掲げた堂々たる文章であったが、もはや日本政府・陸海軍はもとより日本国民も李の訴えを受け容れる余地はなかった。

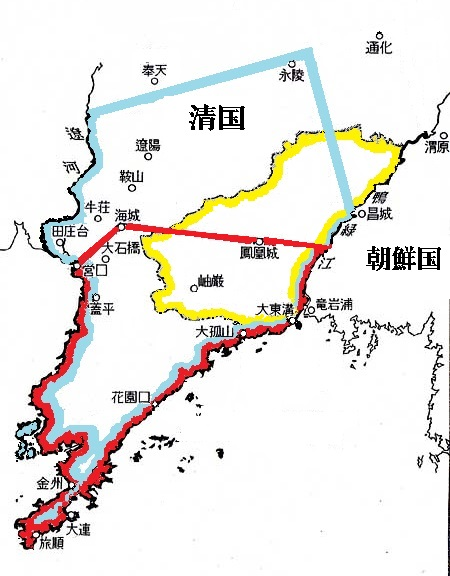
下関条約における遼東半島の割譲交渉にかかわる図
----
水色は4月1日の日本側提示範囲
黄色は4月9日の清国側提示範囲
赤色は4月17日の調印時確定割譲範囲

4月5日、清側は日本側草案について以下のような修正を望んだ。
1. 朝鮮の独立については、清側だけでなく両国が認めるというかたちに訂正すること
2. 割譲地は全面拒否
3. 賠償金の大幅な減額
4. 開港場所の見直し他

であった。4月8日からは、日本側は李経方に清国側の回答を促した。4月9日、清側によって再度修正案として、1.については前回と同様、2.の割譲地については、奉天省内の安東県・寛甸県・鳳凰県・岫巖州および澎湖列島にとどめ台湾を除くこと、3.の賠償金については無利子の1億両とすることなどが示された。
4月10日、陸奥がインフルエンザに罹患して欠席した一方で、李鴻章が療養を終えて復帰したので、伊藤博文と李鴻章の2人で第5回会談が開かれた。李鴻章は、未占領地である台湾割譲はイギリスやフランスでさえ要求しえなかったことであり、賠償金を要求したうえ、さらに開港場である営口まで求めるのは「象は養うべし、食物は与えず」の理屈ではないかと日本側に強硬な反撃を加えた。伊藤は、
1. 朝鮮については訂正を許さず
2. 台湾は絶対の条件である
3. 賠償金は2億両に減額
4. 新規開港の数は減らす

などの対案を提示し、遼東半島の割譲地は鴨緑江と遼河にはさまれた地域の営口・海城・鳳凰城を結んだ線より南側だけとし、償金を5か年賦を7か年賦に緩めることとした。李鴻章は、2.については、台湾は武力で占領されたものではないので受け入れ不可であること、また、奉天省についても営口を除くことを主張し、3.については、さらなる賠償金の減額を求めた。しかし、伊藤は「清国の代表が、現在の状況を深く理解されることを望む。それは日本は勝者で、清国は敗者だということである。もし談判が破裂すれば、6〜70隻の輸送船は舳艫（じくろ）相ふくんで、増派の大軍を戦地に送り、その場合は北京の安危は言うに忍びざるものがある」と述べ、広島では出征準備が運送船60隻規模で進んでおり、昨夜から今朝まででも20隻が関門海峡を通過したので、13日まで受諾の可否についてのみ回答ありたいと李に迫った。李鴻章は、結局、14日の午後4時を期して回答すると答えて第5回会談を終えた
4月11日、12日、13日は李と伊藤の間で書簡のやり取りが重ねられた。清側は重ねて、2.台湾の除外と3.賠償金のさらなる減額を求めたが、日本側はこれを退けた。伊藤は、「戦争というものは、先行きがどうなるものかわからないものであり、現在の講和条件もそのままかどうかわからない」と説いて清国側に受諾を迫った。
4月中旬に入り、李鴻章らは実際に近衛師団と第4師団を載せて清国を目指して西に向かう運送船が続々と関門海峡を通過する情景を目撃し、これに脅威を覚えた李は清国政府に打電して北京の危機を伝えたが、政府もまた大連湾に日本軍輸送船団が到着するのを知って、日本軍の北京攻撃が真剣なものであることを認識した。4月14日、清国政府は講和条約の調印を李鴻章ら全権に指示した。
4月15日、第6回会談が開かれた。それは5時間におよぶ長丁場であり、李鴻章も粘りに粘ったが、伊藤はほとんど譲歩しなかった。わずかに担保占領地を威海衛のみとし、駐兵費用の減額に応じただけであり、合わせて割譲地の微細な変更や支払いの方法等の調整もなされた。清国側ももはや日本の決意は固いとみて、これを最終妥結案とし、あとは列国の干渉にゆだねることとした。翌日の調印を約束して第6回会談を終えて帰ろうとする際、李鴻章は伊藤がこれほどまでに厳酷にして執拗な人間だとは思いもよらなかったと愚痴をこぼした。4月16日は、実務者レベルの会合が開かれ、条約文の起草と日本文・漢文・英文の照合が行われた。

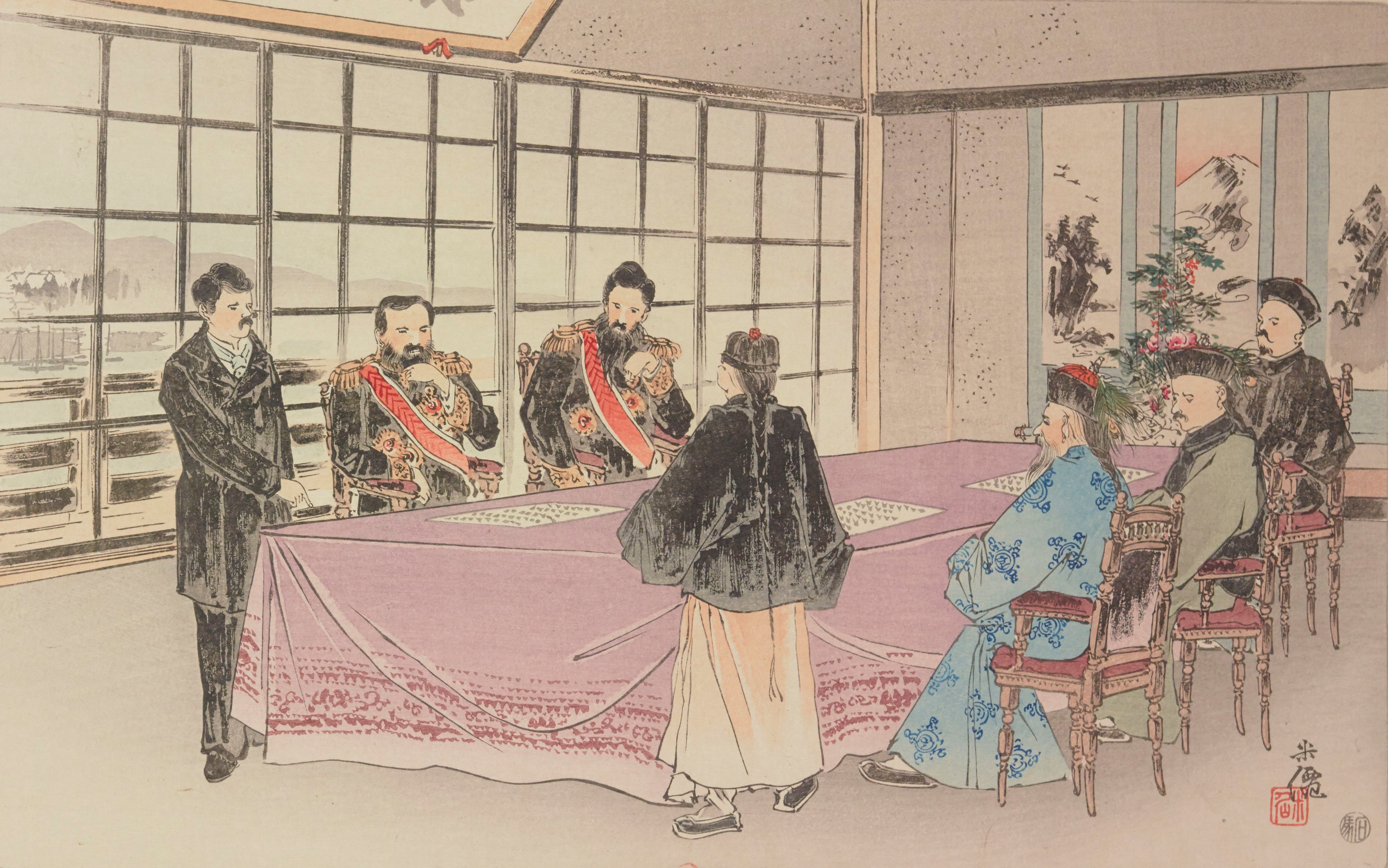
調印の様子。向かって左に着席するのが日本の伊藤全権、右が清国の李全権

4月17日午前、日本側伊藤博文・陸奥宗光、清国側李鴻章・李経方が春帆楼に会同して第7回会談が開かれ、日清講和条約（下関条約）が調印された。調印された内容は別項（#条約の内容）で示した通りの全11か条である。5月8日に予定された批准書交換までには時間があることから、李鴻章が休戦期間を17日間から21日間に延長し、5月8日当日までとすること、また、その適用を台湾・澎湖諸島にも拡大することを求め、日本側もそれを受け入れた。同日の午後、李鴻章ら清国使節団はさっさと赤間関を引き払い、帰国していった。伊藤と陸奥の2人も、翌18日には広島の宇品港に戻ったが、明治天皇は侍従長の徳大寺実則を迎えに出した。午後5時、伊藤・陸奥両全権は天皇に経過報告を行い、それに対し天皇は「卿等尊俎（そんそ）折衝日数を費やし遂に善く妥協を得たり、今卿等が奏する所の梗概（こうがい）は朕が旨に副う、まことに帝国の光栄を顕揚するに足る、朕卿等の功を偉とし深く之を嘉尚す」と褒めたたえて、その労をねぎらった。同時に広島に帰還した伊東巳代治内閣書記官長と佐藤進軍医総監も拝謁を許された。皇后も伊藤らを謁見し、その後、伊藤・陸奥・伊東・佐藤に山縣有朋、松方正義、黒田清隆、西郷従道、児玉源太郎らも交えて宮中面謁所で立食の宴が催された。
4月19日、日清両国の全権が退去したことにより、山口県赤間関市と福岡県門司町の2市町に施行されていた保安条例がようやく解除された。

## 三国の干渉と条約の批准

### 明治天皇の批准と李鴻章の帰国

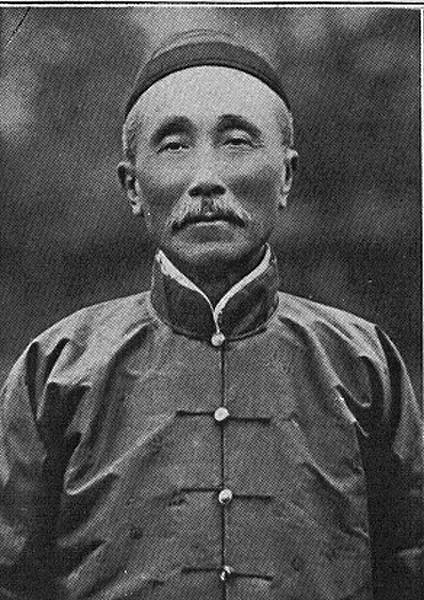
伍廷芳

1895年4月20日、明治天皇は講和条約を批准した。条約の批准は、本来、枢密院に諮詢したのち、天皇が裁可することが原則となっていたが、このたびは諮詢の手続きが省略され、すぐに裁可となった。徳大寺侍従長がこれに先立って19日に広島市内の黒田枢密院議長を訪問しており、19日と20日の両日、天皇は伊藤と協議を重ねているところから、おそらくは諮詢手続きの省略ないし延引の件に関してのことと推測される。4月21日、天皇は「平和克復ニ関スル詔書」を発し、戦後計略について説明し、そのなかで日清善隣友好が唱えられた。この日、日本政府は内閣書記官長の伊東巳代治を全権弁理大臣に任命し、5月8日に清国の外交都市、芝罘（現、山東省煙台市）で行われる予定の批准書交換を委任し、伊東を同地に向け、出発させた。こうした一連の手早さは、列強による干渉の隙を与えないためのものであったが、陸奥宗光が芝罘に向かう伊東巳代治にあたえた訓令も、柔軟な対応を求めるもので、とにかく条約を成立させようという強い意志がそこにははたらいていたのであった。
一方、李鴻章一行は4月20日に天津に着き、伍廷芳とアメリカ人外交顧問のジョン・フォスターが北京に赴いて総理衙門に条約書を届けた。フォスターはアメリカ合衆国国務長官を経験した大物政治家で全権団顧問として下関にも同行した人物であり、おそらくは、ヨーロッパ諸国の干渉の動きをつかんでいたと思われる。日本側はフォスターを通じて干渉の動向が清国側に伝えられるのを怖れたが、フォスターはアメリカの調停で始まった講和会議を決裂させたくなかったため、李鴻章にはこのことを伏せていたとみられる。

### 三国の干渉

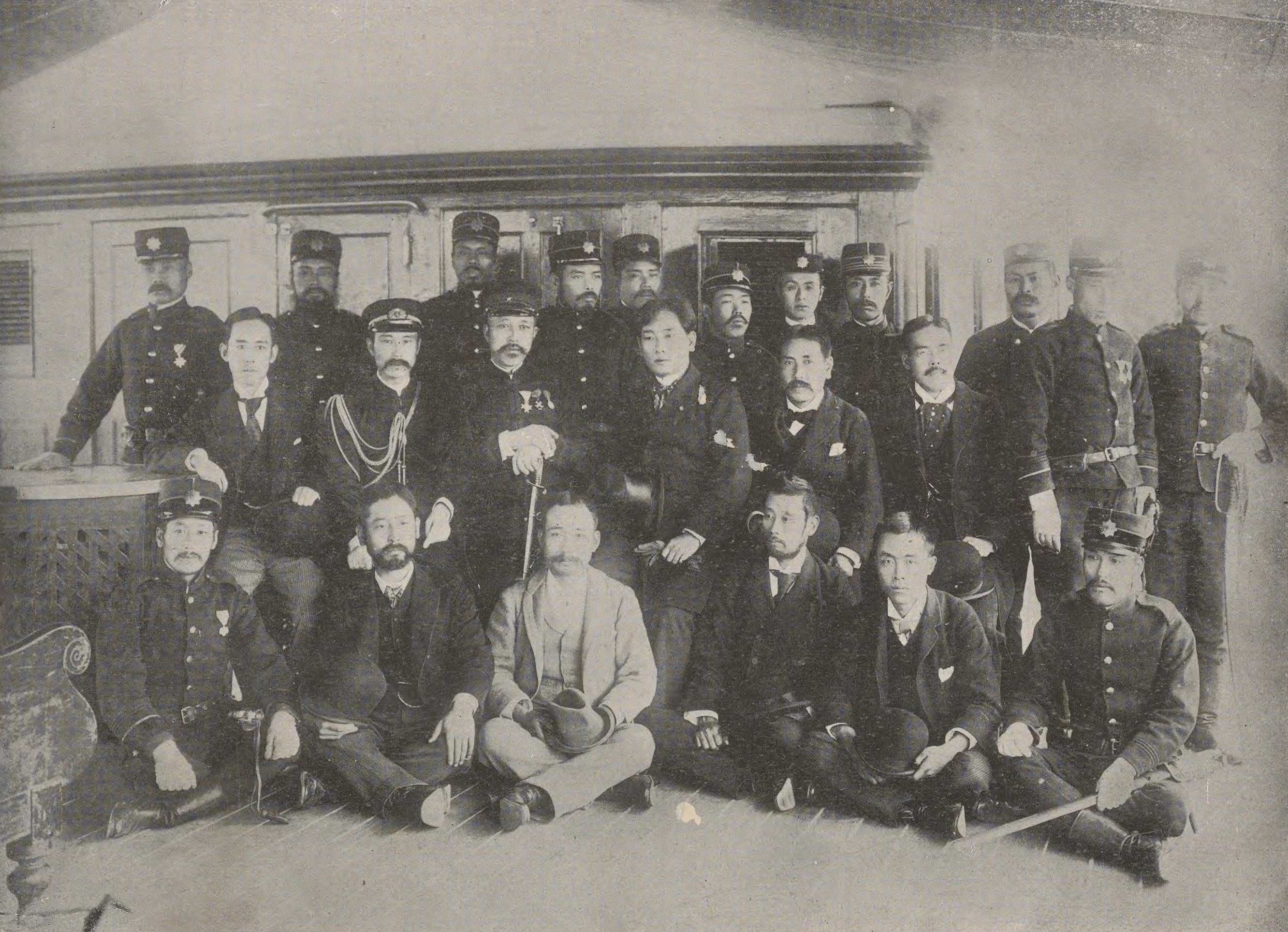
1895年5月9日、講和条約批准の全権大使として清国に派遣された伊東巳代治一行

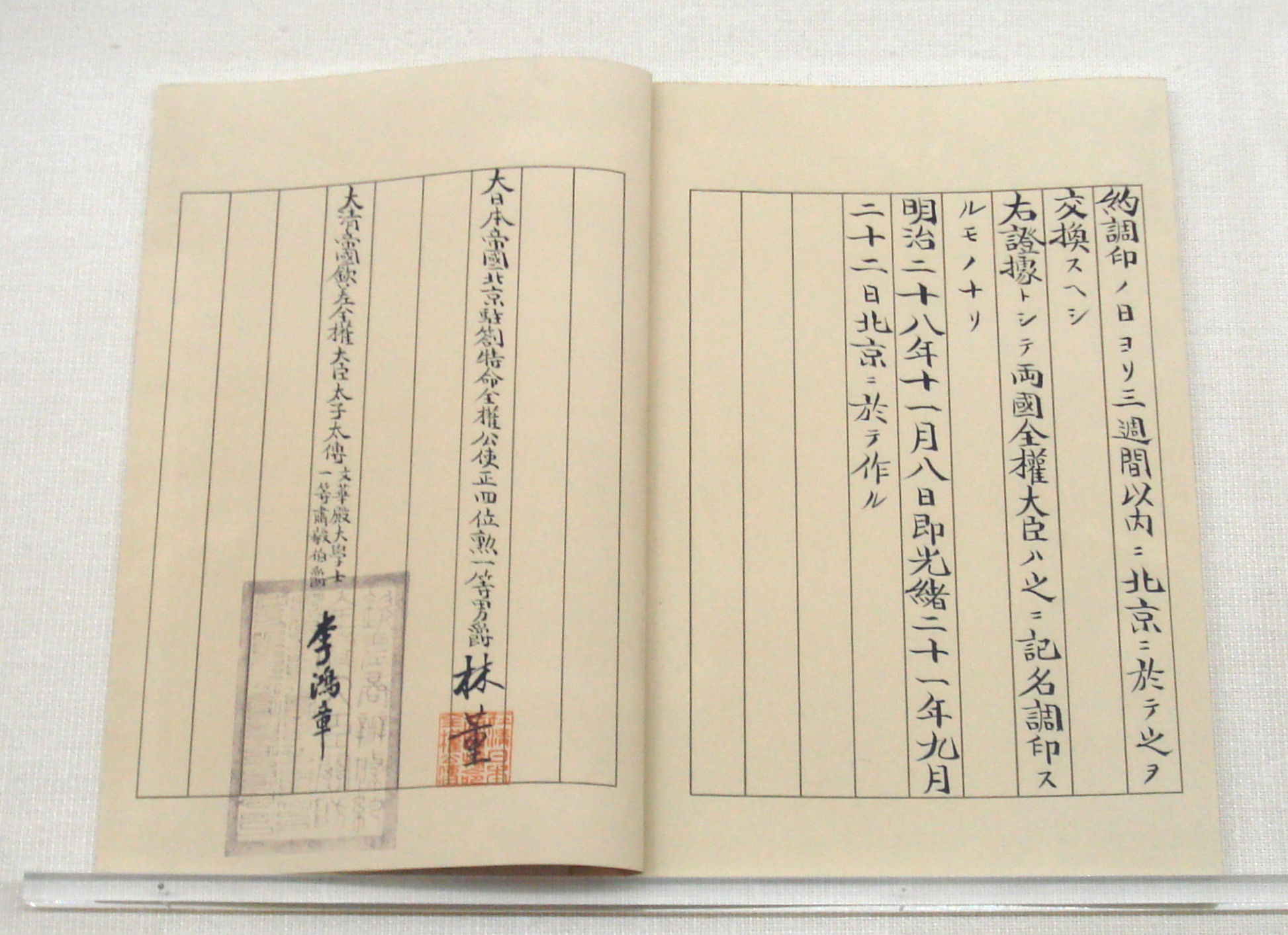
1895年11月8日、三国干渉の結果、遼東還付条約に調印

これに先立つ4月8日、ロシア帝国政府は「日本の旅順併合は、清国と日本が良好な関係を結ぶことにたいして永久的な障害となり、東アジアの平和の不断の脅威となるであろう、というのが、ヨーロッパ列強の共通の意見である——ということを、友好的な形式で日本へ申し入れる」ことを、列国に提議した。日清戦争が始まって以来、ヨーロッパ列強はこの戦争に共同干渉を加えようとしばしば試みてきたが、いずれもドイツの反対で歩調が合わず実現されなかった。しかし、ドイツ皇帝ヴィルヘルム2世は、ドイツのヨーロッパにおける安全のためにはロシアが極東において積極政策をとることが得策であると判断し、ロシア皇帝に対し、強くこれを推奨したのであった。
一方、同じ4月8日、イギリスでは閣議が開かれて「極東問題」に対する基本方針が話し合われ、日清講和に対しては不干渉政策を採用することを決定、共同干渉には参加しないことを決定した。当初日本に対してイギリスと共同干渉するつもりであったドイツは、このため結局、ロシアの呼びかけに応じることに転じた。ドイツの干渉政策採用には「ヨーロッパ政策」と「世界政策」の複雑なからみあいが潜在していた。
明治天皇による批准の3日後の4月23日、東京駐在のロシア、ドイツ、フランスの3国の公使が外務省を訪れ、病気で兵庫県舞子に静養中だった陸奥外相に代わり、それに応接した林董外務次官に対し、日本が遼東半島を恒久的に領有することは東アジアの平和を乱すものとして、遼東還付を勧告する覚書を手渡した（三国干渉）。日本の遼東領有が自国の南下政策にとって脅威であるとみたロシアが、露仏同盟による同盟国フランスを誘い、ドイツも巻き込んで干渉したものであり、武力行使も辞さない強硬さを示した。ドイツはこれより10年間、ロシアの極東進出を積極的に支持する路線を保持する一方、自らもアジアに深く関与する方針を採用した。
翌4月24日、日本政府は広島で御前会議をひらき、列国会議を召集してこの問題を処理する方針を決定した。しかし、舞子で静養中の陸奥はこれには断固反対した。当時の日本陸海軍の実力では列強3国を相手にしてかなうはずがなかったし、列国会議を召集すれば、そこが三国干渉以上の新しい干渉の場になってしまうというのが陸奥の意見であった。当初、日本政府はイギリスの反応に期待し、また、そのように期待するのにも理由があった。というのも、ロシアとのグレート・ゲームにおいて清国が強力な防波堤であるようにみえたとき、イギリスは親清的であったが、その清に勝利した日本はいっそう強力な防波堤であることが明らかになったわけであり、イギリス世論は今や相当に親日的になりつつあったからである。しかし、イギリスとしても独・仏・露3国との関係を悪化させてまで日本に肩入れするのは不可能であった。4月29日、イギリス外相のキンバーリー伯爵は駐英日本公使の加藤高明に対し、この件についてイギリスは中立を守り、日本には援助できない旨を伝えた。
窮地に立たされた伊藤博文らが最も恐れたのは、清国が講和条約の批准を拒否することであった。日本政府は、「三国に対しては遂に全然譲歩せざるを得ざるに至るも、清国に対しては一歩も譲らざるべし」という苦渋の決断を下し、旅順口を除く遼東半島放棄の意向を伝えた。しかし、ロシアはそれに応じようとせず、清国もまた三国干渉を理由に批准書交換の延期を申し入れてきた。打開策を持たない日本政府は、5月4日の閣議で旅順口も含む全遼東半島の放棄を決め、翌5月5日、独・仏・露の駐日公使に通告した。

### 批准書の交換と遼東還付交渉
5月8日、調印の規定に予定された通り、中国の芝罘で批准書の交換がなされ、講和条約が発効した。清国では各地で批准拒否運動が起こった。
遼東半島還付にともなう代償金問題はその後、清国・ロシア・ドイツ・フランス4か国との交渉を経て10月7日に決着し、11月8日に日清両国は改めて北京で遼東還付条約を結んだ。代償金は3,000万両（日本円で約4,665万円）であった。調印したのは日本側が林董、清国側が李鴻章であった。

## 条約の影響
朝鮮と台湾を失った清国は、以後、モンゴル方面に対する支配を強めていったが、この敗戦による清国の衰亡は、東アジアの伝統的世界が帝国主義列強のリードする世界システムに呑み込まれる契機となった。

### 朝鮮

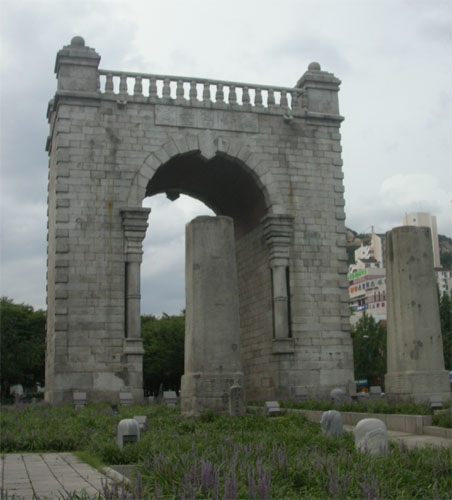
漢城府（現、大韓民国ソウル特別市）に建てられた独立門

清国はこの条約で朝鮮を「完全無欠の独立自主の国」であることを認め、朝鮮に対する宗属関係の廃止を承認した。1894年12月に成立した金弘集・朴泳孝連立政権は、内閣制度の創設や裁判所の設置（司法と行政の分離）、予算制度の採用や還穀の廃止などの財政・税制改革、さらには地方制度改革（二十三府制）や軍政改革など、後世「甲午改革（第2期改革）」と称される諸改革を果敢に進めた。その多くは1895年4月に実施されたものであり、冊封体制から脱して清から独立したことから、王・王妃ともに尊称を「陛下」に改めるなど王室の位置づけが清国と同格になり、また、清からの勅使を送迎するために建てられた迎恩門も取り壊された。一方、三国干渉後の宮廷では、ロシアに接近して日本を牽制しようとする勢力も台頭し、事態はむしろ複雑さを加えた。
一方、市民層に浸透しつつあった開化思想は、義兵などとは異なるタイプのナショナリズムを展開させていった。1896年7月、アメリカ帰りの徐載弼をリーダーとする独立協会が結成され、同年11月には機関誌を発行して国家の自主独立と人民の自由民権の思想が鼓吹され、また、迎恩門の跡地には独立協会の尽力で独立門が建立された。独立協会はさらに、ロシア人軍事・財政顧問の罷免に成功し、漢城府で万民共同会（街頭集会・公開演説会）をひらいて官民共同選出の議会設立を朝鮮政府に認めさせた。しかし、こうした民権・国権をともに確立させようという運動は、その広がりが首都周辺に限られており、君主の側の無理解もあって失速を余儀なくされた。
形式的には下関条約によって清からの独立が確定した朝鮮であったが、その半年後には大日本帝国政府の高官であり在朝鮮国特命全権公使であった三浦梧楼の主導により、かねてより反日的であった皇后の閔妃暗殺と皇帝高宗の暗殺未遂事件が発生するなど、事実上属国として日本からの軍事的・政治的圧力を受けることとなり、一元的な万国公法体制すなわち国民国家システムに組み込まれることとなった。条約から10年後には日韓協約を締結させられ名実ともに日本の属国となり、1910年には日韓併合が行われ植民地統治機構である朝鮮総督府が設置されることとなる。

### 台湾
日本に割譲されることとなった台湾では漢民族による抵抗が続いていた。日本政府は1895年5月10日、海軍軍令部長だった樺山資紀を初代台湾総督に任じた。樺山は、大連から直行することとなった北白川宮能久親王を師団長とする近衛師団の将兵とともに台湾に向かった。台湾では日本の領有に反対し、独立国を樹立する運動が起こり、5月23日、台湾民主国宣言が発表され、台湾巡撫だった唐景崧が総統に、台湾守備軍副司令官だった劉永福が大将軍に選ばれた。日本軍は5月29日、台湾北部の澳底に上陸し、基隆・台北への進撃を開始した。台湾占領作戦（乙未戦争）の始まりである。
6月2日、清国全権の李経方と樺山資紀総督が基隆港外の洋上で会見し、台湾授受の調印がなされた。6月7日、日本軍は台北を占領、唐景崧は中国本土に逃亡したが、台湾民衆の抗日活動は以後いっそう本格化した。かれらは劉永福を台湾民主国の新総統に選任し、抵抗の拠点を台南に移した。台湾民主国は、列強の干渉を引き出し、清国の支援を期待し、それによって独立を達成しようとしたが、列国も清国もこの動きに対して冷淡であり、外部からの支援はまったくなかった。6月17日に台北で台湾総督府始政式を挙行した樺山総督は、台湾占領のための増援部隊の派遣を要請し、その到着を待った。近衛師団は8月29日に彰化を占領し、そこにとどまっていたが、増援部隊到着後の10月5日、再び南進を開始し、10月9日には嘉義を占領、さらに台南をめざした。澎湖島からの部隊も二手に分かれて台湾本島南部に上陸し、それぞれ台南をめざした。このとき、旧清国軍2万は決戦を挑むことなく潰走し、劉永福将軍も厦門に脱出し、10月21日、日本軍は台南を占領して台湾全島を平定した。この戦争で実際に激しく戦ったのは旧正規軍ではなく、猟銃や竹槍などで武装した民衆の義兵であり、その多くはゲリラ戦であった。こうした武装闘争は、その後も続いた。

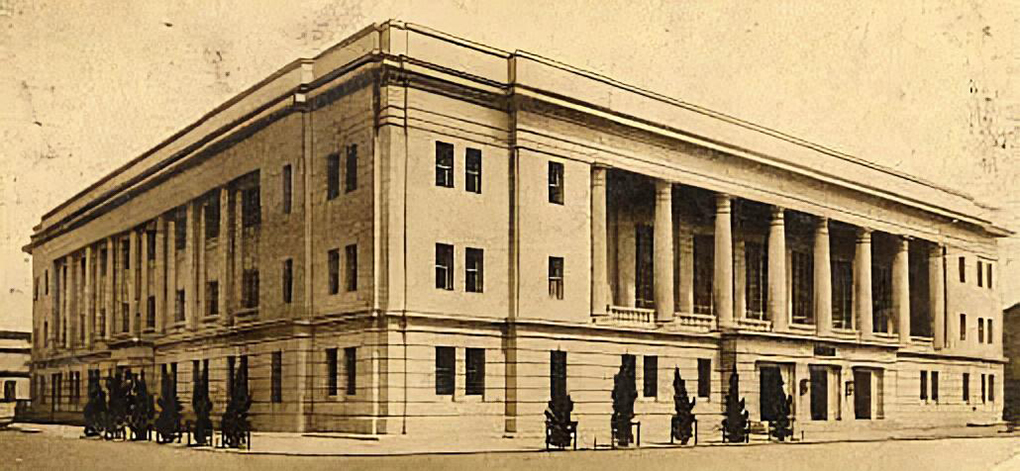
1897年に設置された台北の台湾銀行本店

大日本帝国最初の植民地となった台湾では1895年以降、6年半の歳月をかけて土地調査事業が行われ、近代的土地所有が定着し、また、これによって創出された小農経営は植民地台湾の経済発展の基礎となった。この後、第4代総督児玉源太郎と民生局長後藤新平が8年半あまりコンビを組み、インフラの整備や農産品の専売など経済振興を柱とする近代化政策を推し進めていった。日本の植民地経営で採算がとれたのは、結局台湾だけであったといわれている。

### 日本
日本は、この戦争の勝利によって明治維新以来追求してきた独立不羈を達成し、以後、国家目標を「主権線」の維持から「利益線」の維持・拡張へと転換させた。また、下関条約において認められた製造業営業権や開市開港の規定はヨーロッパ列強の利益と合致しており、遼東半島割譲問題を除けば日本は列強の利益を代弁していたとみることができ、条約調印前からすでに両者間では利益の連帯性が成り立っていた。さらに、交渉の結果、自国の最恵国待遇を清国に認めさせ、勝者として清国に敗戦条約を課して多額の賠償金を獲得した。その点でも日本は独力で列強と同等の地位に立ち、列強の仲間入りを果たしたといえる。日本帝国が植民地として台湾を初めて領有したのも下関条約の成果であった。下関条約は、日本の国際的立場を飛躍的に高め、その後の進路を決定づけた画期的な条約であった。
賠償金2億両と遼東還付金の3,000万両は、大蔵省預金部に入った。預金部は郵便貯金と同一会計であり、その使途に関する情報は開示されなかった。賠償金はロンドンの銀行に預けて運用し、そのことによってイギリスと国際金融資本に対して好印象をあたえるとともに、かねてよりの宿願であった金本位制への復帰に供する資金とした。1897年、第2次松方内閣は、平価を半分に切り下げた貨幣法を施行したうえで金本位制への移行を果たした。日本は清国に対して3年分割で金貨3808万英ポンドで支払わせた。償金は当時の日本円に換算すると3億6,407万円にのぼった。当時の日本の国家予算はおよそ8,000万円程度だったので歳入の4年分に相当する莫大な金額であった。

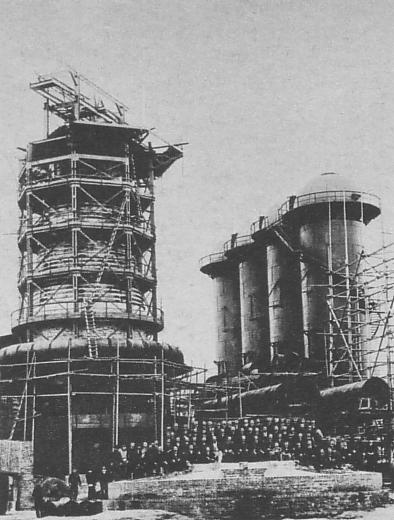
官営八幡製鉄所

賠償金の多くは軍事費に充てられた。銀貨ではなく英貨で受け取ったのは、銀価格の低落により海外からの軍艦・兵器購入費が膨張してしまうのを防ぎ、欧米への支払いを円滑ならしめるためであった。一方、日本の経済はこれにより綿紡績を中心とする産業革命の段階を迎えることとなった。ことに、以後増強されることとなる陸軍の装備には大量の綿布が用いられたので、急速な需要拡大が見込まれた。また、のちに国内鉄鋼業の中心となる官営八幡製鉄所の建設資金の一部にも充用された。筑豊炭田を後背地とする福岡県八幡村に製鉄所の建設が始まったのは1897年のことであった。償金はまた、小学校の用地取得や校舎建設費の補助など教育振興費としても活用された。下関条約の賠償金はさまざまな点で日本資本主義のあり方を左右したのである。

### 清国
日清戦争中の清国の外債は約4,000万両であった。それに賠償金2億両、遼東還付金3,000万両を加えた支払いは清国にとって大きな負担となった。清朝政府の財政規模は日本政府のそれと大きく異ならなかったというから、清国としては数年分の税収を失うに等しい損失であった。巨額の賠償金を日本に支払うため、清国は外国銀行から多額の借款を受けざるを得なくなった。1895年から1898年にかけて、露仏銀行から1億両、英独銀行から2億700万両を借り入れ、その担保として関税や塩税・厘金をあてたため、清国はその対外貿易と交通運輸の命脈を外国銀行によって握られることとなった。
製造業営業権は、最恵国待遇により日本と同じ恩恵を受けることができたイギリスなど欧米各国に巨大な利益をもたらした一方、清国内の商工業の発展を圧迫した。1895年から1902年までの8年間の列国の在華企業への投資総額は、それ以前の30倍にも達した。
軍事的には、アジアの超大国で「眠れる獅子」と見なされてきた清国が日本に敗北したことにより、その弱体ぶりを世界に露呈した。列強は、古くて強大な国家と見なされてきた清国の抵抗力に何ら幻想を持たなくなった。西欧諸国はいっそう中国分割に乗り出すようになるが、その先頭を切ったのが清国の「友人」として遼東還付勧告をおこなったロシア・ドイツ・フランスの3国であった。清国に対する借款の供与に始まって、鉄道利権の設定や租借地の割譲、列強による「勢力範囲」の設定は、下関条約調印後の2, 3年の間に急速に進展した。

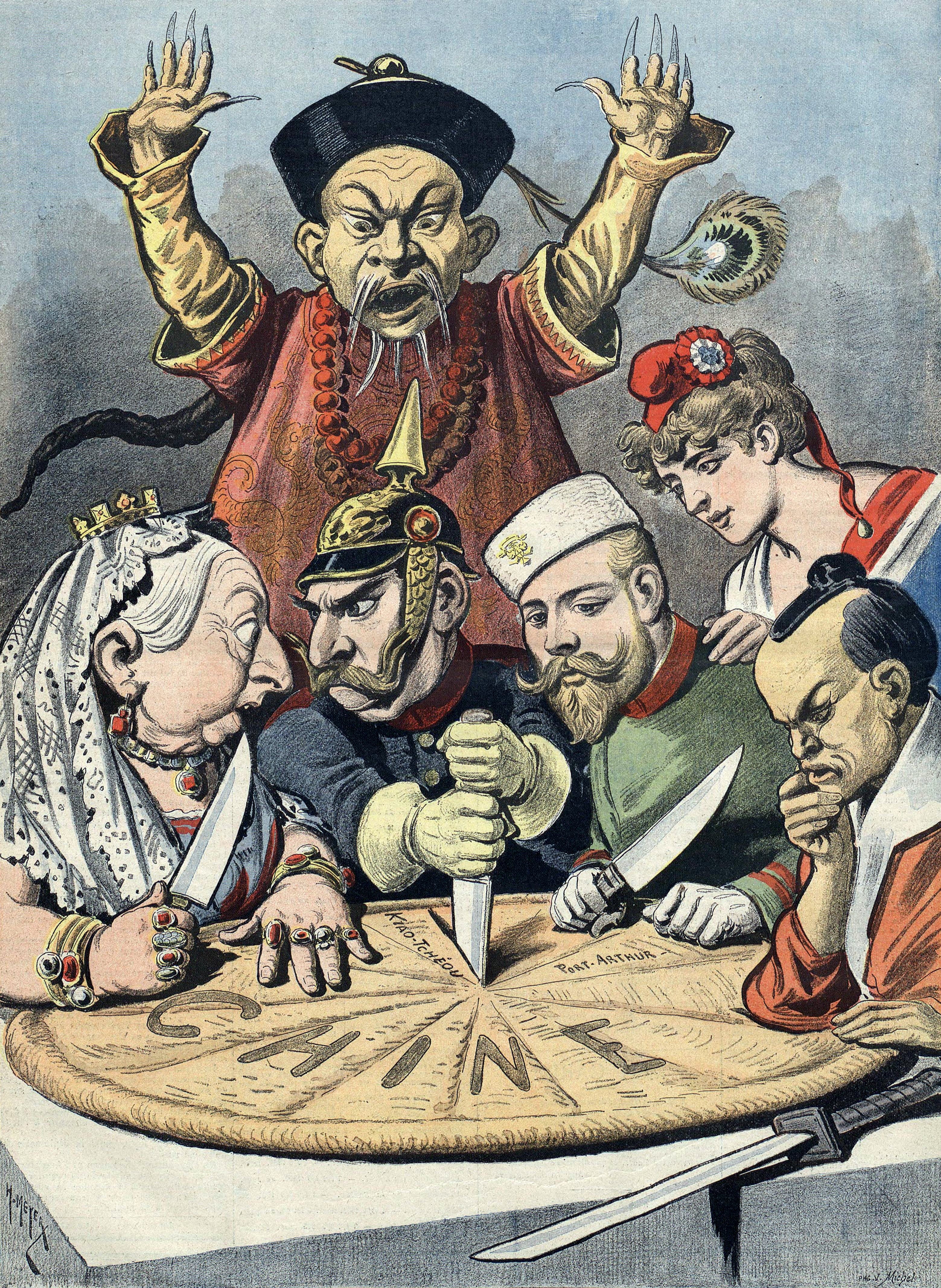
アンリ・メイエ「中国のケーキ」（1898）
----
列強による中国分割を描いた漫画。イギリスのヴィクトリア女王、ドイツ皇帝ヴィルヘルム2世、ロシア皇帝ニコライ2世、フランスの象徴である女性像マリアンヌ、そして日本を象徴するサムライ。それに対し、清国はなすすべがない状態。

従来の「ヨーロッパ政策」の行き詰まりから「世界政策」に転じたドイツは、1895年、天津と漢口に租界を設定した。また、1897年11月に山東省で起こったカトリック宣教師殺害事件を理由に陸海軍を派遣して膠州湾を占領、膠済鉄道の敷設権を得て、翌1898年3月には清国と条約を結んで膠州湾を99年間貸与することと、その後背地である山東省をドイツの「勢力範囲」とすることを承認させた。
ロシアは1896年6月に露清密約（李鴻章・ロバノフ協定）を結んで日本に対する共同防衛を清国に約束し、同時に露清銀行の設立や東清鉄道の敷設権を得た。また、1897年12月には旅順と大連を占領した。1898年3月、ロシアは清国との間で旅順・大連租借に関する露清条約を結んで遼東半島先端部分の25年間租借と東清鉄道支線（南満洲鉄道）敷設の権利を獲得し、満洲と万里の長城以北に勢力圏を築いていった。
フランスは、1895年、雲南省・広東省・広西省の鉱山採掘の優先権とアンナン鉄道の竜州・昆明までの延長を獲得し、1897年3月に海南島の第三国への不割譲を清国に約束させ、1898年4月には仏領インドシナのトンキンに隣接する清国領土の不割譲、同じ年の11月には広州湾の租借をそれぞれ清国に承認させた。
一方、日本は1898年4月、台湾の対岸にあたる福建省の第三国への不割譲を清国に約束させた。日本の行動は、他の帝国主義列強と歩調を合わせたものであり、さらにいうと、列強そのものであった。
従来「自由貿易の旗手」を任じてきたイギリスは、当時の資本主義世界における最先進国であり、最も古くから清国に既得権や軍事的拠点を保有してきた国であったことから、このような「勢力範囲」を本来は必要としなかった。むしろ、清国全体が自国の通商や投資の対象として開放されたままの状態にある方が国益にかなっていたのである。しかし、列国による中国分割の進展という事態に直面して、貿易に関しては従来どおり「機会均等」を唱えながらも、輸出資本、鉄道利権、軍事基地については、独・仏・露などとの対抗上、「勢力範囲」を設定しなければならない立場に立たされた。他の列強がそれぞれに「勢力範囲」を設定することは、その部分だけイギリスの通商・投資の場が縮小されることでもあり、一方、現有の中国貿易を維持していくうえでも独・仏・露の勢力影響下にある鉄道や港湾において差別待遇などの不利益を蒙らないよう配慮しなければならなかった。
イギリスは清国に対し、1,200万ポンドの借款を供与する代償として、ビルマから長江沿岸にいたる鉄道の敷設権、長江流域の第三国への不割譲、清国の関税の管理をイギリス人におこなわせることなどを要求し、1898年2月には長江流域の不割譲を認めさせた。同じ年の6月9日には香港対岸の九龍半島の99年間の租借権を得た。また、日本軍が1898年5月、保障占領を終えて威海衛より撤退すると、イギリス軍は即座に同地を占領し、7月1日の条約で威海衛の25年間租借を清国に認めさせた。
列強の中国分割により設定された租借地は、開港場における租界とともに、国内に別の国があるようなものであり、中国の行政にとって大きな障害となったが、一面では、新文化の紹介や普及といった効果があったことも事実である。一方、従来イギリスが主唱してきた「機会均等」の原則は、1898年8月にスペインとの戦争（米西戦争）に勝利してフィリピン領有を決め、ようやくこれから中国貿易を本格的に推し進めようというアメリカ合衆国にとってはいっそう切実であった。ジョン・ヘイ合衆国国務長官は、1899年9月に門戸開放と機会均等、1900年7月に中国の領土保全を、列強諸国（英・独・仏・露・日・伊）に向けて求める、いわゆる「門戸開放通牒」を発した。こうして合衆国の介入によって一応中国貿易の機会均等は保障され、中国をめぐる列強の利権獲得競争は一段落した。

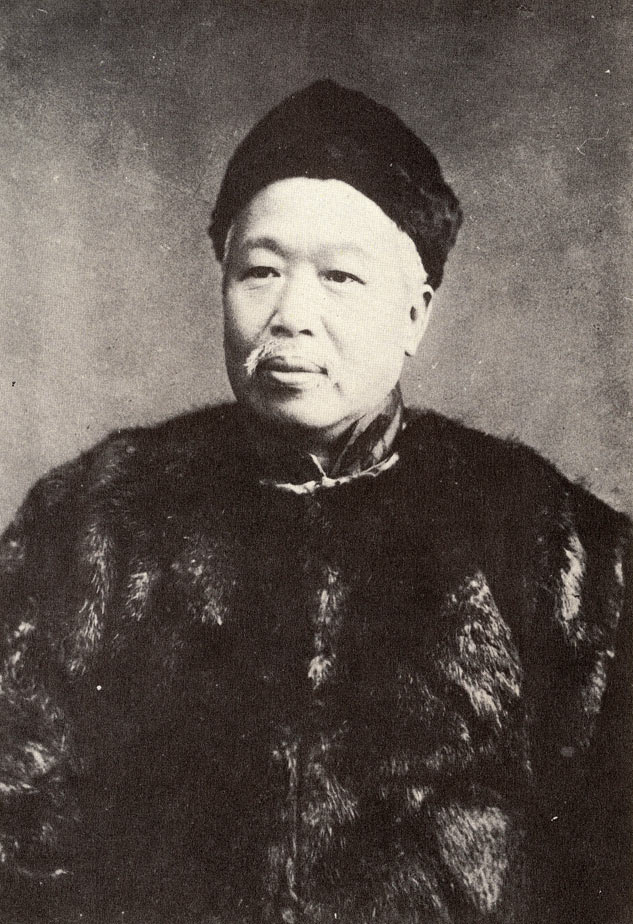
康有為

清国国内では帝国主義列強に蚕食される危機的な状況から従来の洋務運動の限界が露呈する一方、国家の意識や民族の意識が形成され、また、対外的な脅威に対抗して国際的な地位を確保していくためには、清朝の支配体制を変革して、近代的な国家を形成しようという試みがなされるようになった。その中心となったのが康有為・梁啓超・譚嗣同らによる変法自強運動である。「祖法」の変更（政治制度改革）を訴える変法論が急に力を得たのは、小国日本が大国清を破ったのは明治維新以来、日本が統治のあり方を変革するのに成功したからであると考えられたためであり、とくに康有為は、孔子は聖人であるという以上に当時の改革者であったという大胆な再解釈を加え、また、1895年、会試受験のために北京に来ていた1,000人をこえる受験者に日清停戦への抗議を呼びかけ、変法と富国強兵を訴えた。一方、孫文は日清開戦とほぼ同時に、革命によって清朝を打倒して共和国の樹立を唱えた。
清朝を維持しながら日本を見倣って強固な支配体制をつくり、立憲君主制をめざす変法派の政見は若き光緒帝を動かし、1898年6月の「国是の詔」により正式に始動した。しかし、西太后ら保守派によるクーデターによってわずか3か月で挫折し、西太后は皇帝から政権をうばって垂簾聴政に復した。このクーデターを「戊戌の政変」、短期間で終わった上からの改革を「戊戌の変法」または「百日維新」と呼んでいる。

## 関連する史跡・遺構

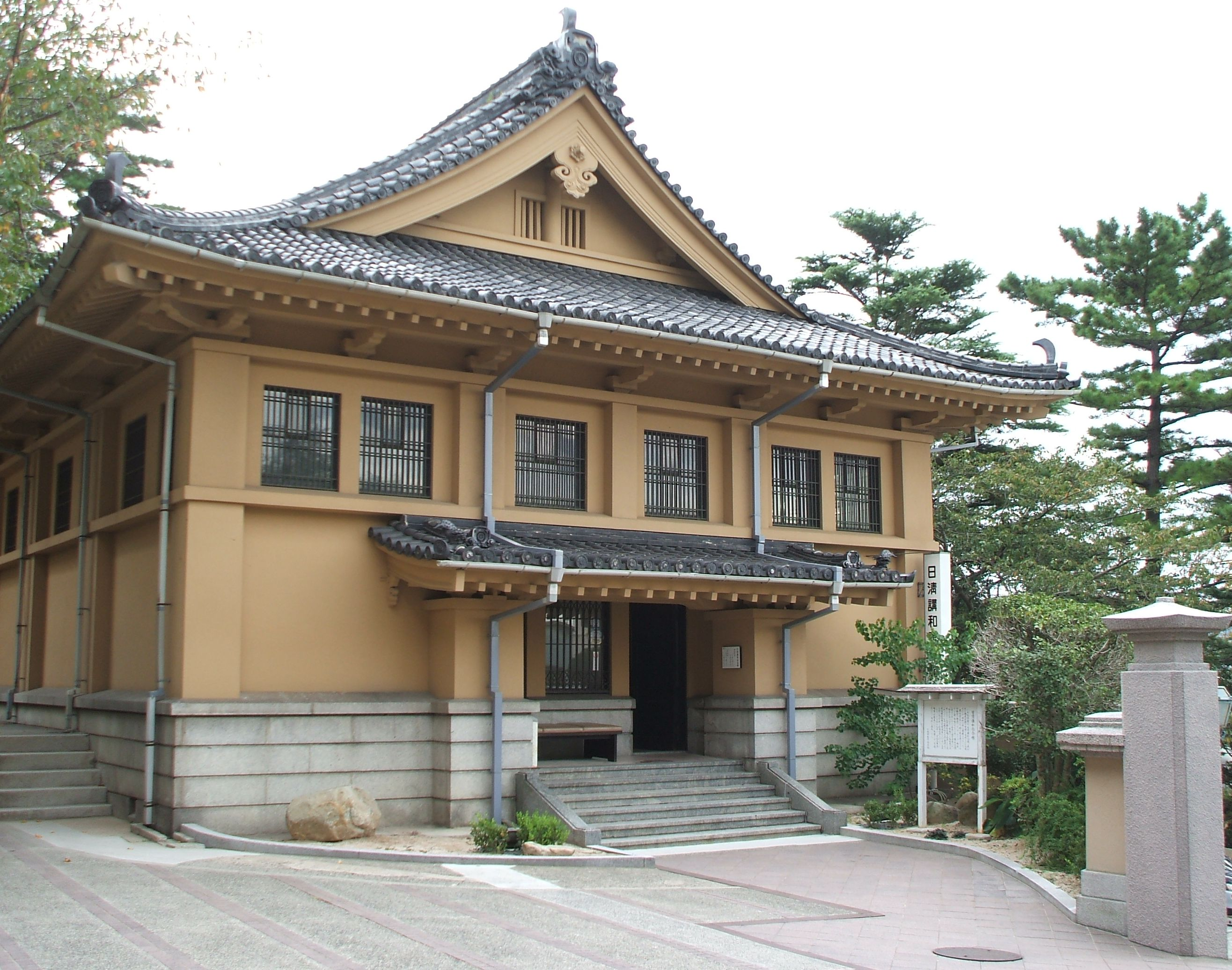
春帆楼に併設されている日清講和記念館

1937年（昭和12年）6月、条約調印地である下関市春帆楼の敷地内に「日清講和記念館」が設置された。館内には講和会議のようすが再現されており、浜離宮から下賜されたといわれる椅子や会議で使用された調度品などが展示されている。
なお、春帆楼と清国使節一行の宿舎であった引接寺を結ぶ道路は、「李鴻章道」と通称されている。
伊藤博文と李鴻章の交流を示すものに、伊藤の神奈川県大磯町の別荘「滄浪閣」（1896年5月竣工）の扁額がある。この扁額は李鴻章が揮毫したものであった。滄浪閣はのちに伊藤の本宅となるが、扁額は長く伊藤家の玄関に飾られた。